# Sapor I

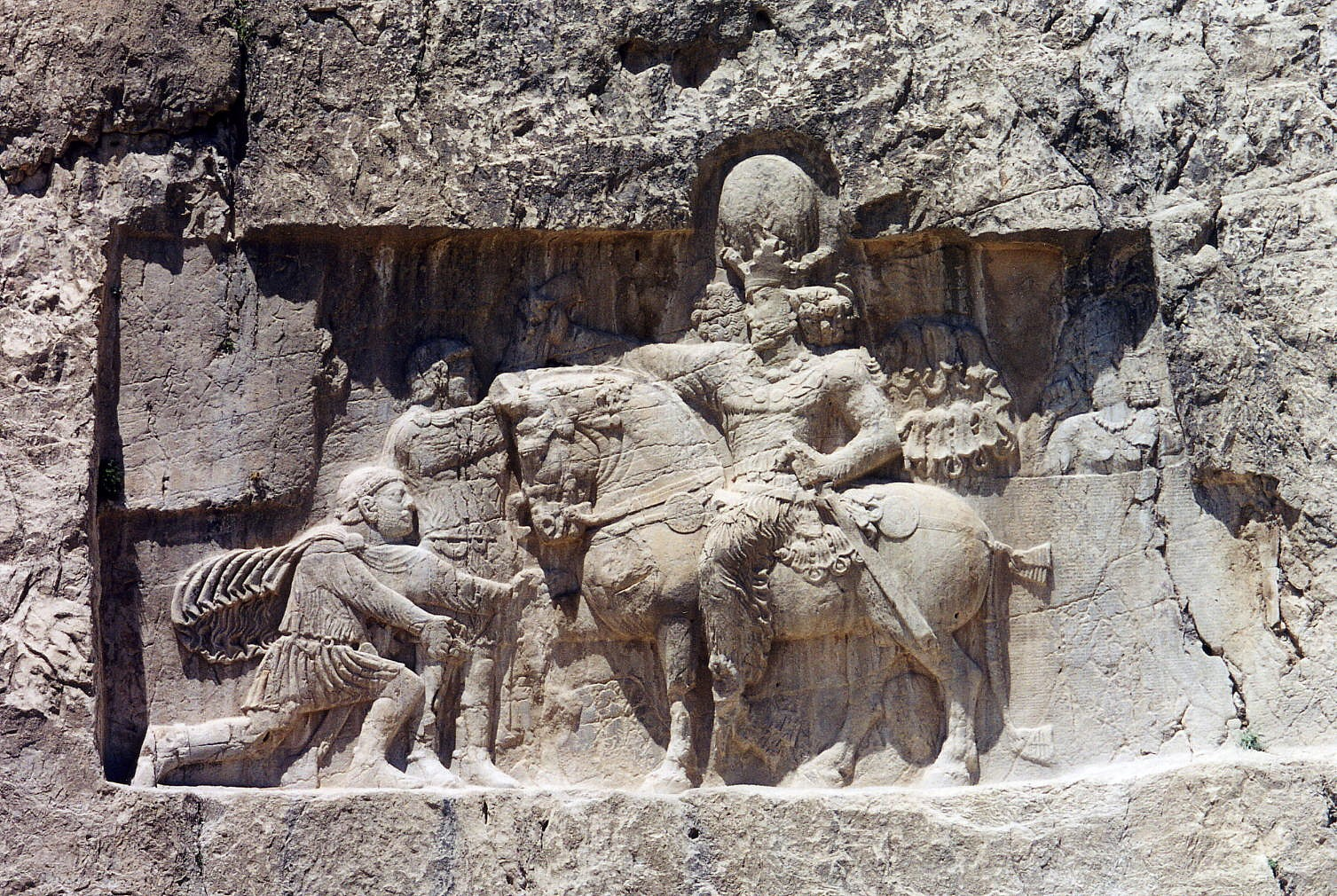
Relieve sobre roca en Naqsh-e Rustam de Sapor I (a caballo) con Felipe el Árabe y el emperador Valeriano arrodillado.

Sapor I (en persa: شاپور‎), (n.215-m.272), hijo de Ardashir I, fue el segundo rey del Imperio persa sasánida; reinó desde el 241 hasta el 272.
La leyenda que le hace hijo de una princesa arsacida (Ziyanak Arhakuni) no es histórica. Ardashir I había reiniciado al final de su reinado, su particular guerra contra Roma. Sapor la continuó, conquistando las fortalezas de Nísibis y Carrhae (Mesopotamia) y adentrándose en Siria, pero fue rechazado por Timesteo, suegro del joven emperador Gordiano III y finalmente derrotado en Rasaena, en 243, por lo que tuvo que abandonar Mesopotamia.
Poco después Timesteo murió, y Gordiano fue asesinado por Filipo el Árabe, que firmó una paz ignominiosa con los persas (244). Sapor reanudó sus ataques al poco tiempo, aprovechando que el Imperio empezaba a desmoronarse con la invasión de los godos y la continua sucesión de emperadores que siguió a la muerte de Decio (251).
Conquistó Armenia (expulsando a Tirídates II), invadió Siria y saqueó Antioquía. El emperador Valeriano se decidió a marchar contra él, pero fue hecho prisionero cuando intentaba entablar negociaciones (260). Sapor entró en Asia Menor, pero fue rechazado por Allistus. Entonces entró en liza Septimio Odenato, príncipe de Palmira, que derrotó al ejército persa, reconquistó Carrhae y Nisibis, llegando incluso a capturar el harén real.
Sapor no pudo recuperarse, incluso perdió Armenia de nuevo. Pero según la tradición persa y árabe, que parece basada en hechos reales, consiguió recuperar la fortaleza de Hatra, en el desierto de Mesopotamia, y sobre todo, alcanzó la gloria de tener como rehén al mismísimo emperador de Roma, hecho que no había ocurrido nunca hasta entonces. 
En el valle de Istajr (cerca de Persépolis), bajo las tumbas de los aqueménidas en Nakshi Rustam, Sapor es representado a caballo, con la armadura real y la corona, con Valeriano de rodillas suplicando su compasión. La misma escena se puede ver en las ruinas de las ciudades de Darabjird y Sapor, en el actual Irán.
En las inscripciones aparece como el adorador de Sapores, rey de los reyes arios y no arios, nieto del rey-dios Papak, de lo que se deduce que se creía soberano del mundo entero, aunque realmente su territorio era incluso algo menor que el de Ardashir I. 
Sapor construyó la gran ciudad de Gundev-Sapor, cerca de la capital aqueménida, Susa, incrementando la fertilidad de esta región con canales desde el río Karun y muros que fueron construidos por esclavos romanos que aún en la actualidad son conocidos como la mole del César.
Bajo su reinado, el profeta Mani, fundador del maniqueísmo, empezó a predicar en Persia, y se piensa que el mismo Sapor era favorable a sus ideas.
Casó con la princesa Gurdzad, de la que tuvo a Ormuz I, su sucesor, y a Narsés, rey de Armenia.

## Nombre
El nombre de Shapur aúna las palabras šāh (rey) pūr (hijo), lo que le da el significado literal de «hijo del rey». Lo ostentaron varios reyes y notables del Imperio sasánida; deriva del persa antiguo *xšayaθiya.puθra. Puede haber sido originalmente un título, pero, por lo menos desde las últimas décadas del II, se empleaba ya como nombre propio. Se conoce en varias formas: la parta šhypwhr; la del persa medio šhpwr-y; la pelvi maniquea š’bwhr; la pelvi šhpwhl; la armenia šapowh; la siriaca šbwhr; la sogdiana š’p(‘)wr; las griegas Sapur(is) y Sabour; las latinas Sapores e Sapor; la árabe al-Sābūr; las persas Šāpur, Šāhpur, Šahfur, etc. En el Talmud, el nombre aparece como Shevor Malka.

## Vida

### Nacimiento legendario

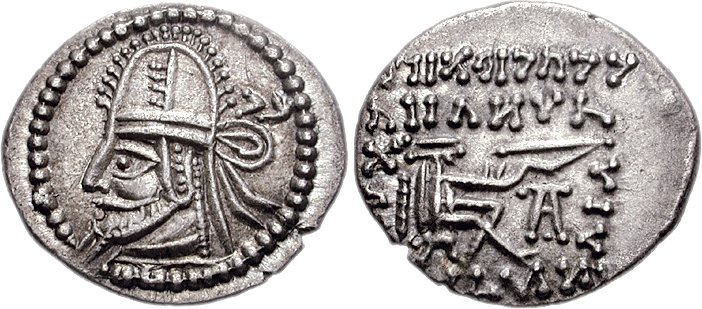
Dracma de Artabán IV (208-224), al que se cree abuelo de Sapor

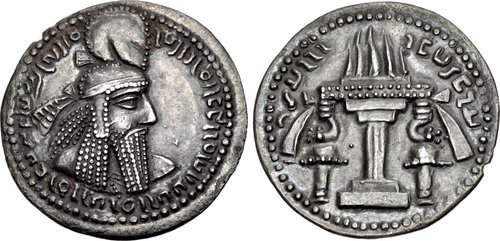
Dracma de Ardacher I

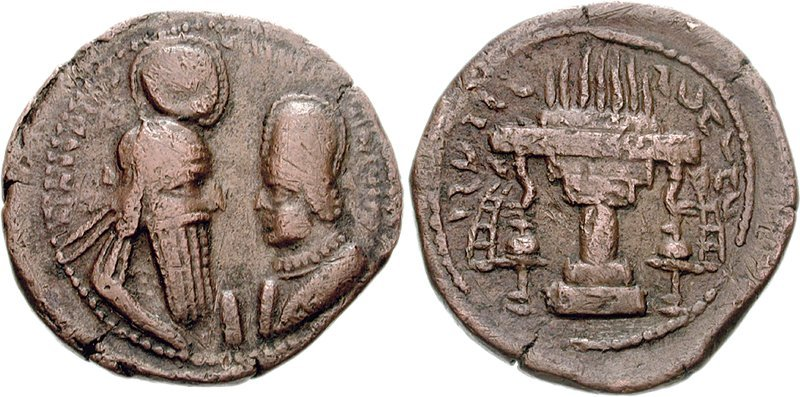
Moneda de cobre de Ardacher y Sapor

Sapor era hijo de Ardacher I. Se desconoce la fecha exacta de su nacimiento. Según la obra escrita en persa medio Libro de las hazañas de Ardacher, hijo de Pabak, tras derrotar al rey parto Artabán IV (que reinó entre el 208 y el 224), Ardacher desposó a una de sus hijas, cuyo nombre no se ha conservado. Los hermanos de la princesa buscaron el amparo del rey de Kabul; desde allí le escribieron, incitándola a envenenar a su esposo. Providencialmente, la copa con la ponzoña se derramó antes de que Ardacher la bebiese el monarca descubrió las intenciones de su mujer. El mobadhan mobad le informó al soberano que la pena que correspondía al intento de envenenamiento era la muerte, y Ardacher en consecuencia que ajusticiasen a su esposa. Ardacher le indicó, empero, que la princesa estaba embarazada de siete meses. El mobad, que presentía que el rey se arrepentiría luego de haber mandado matar a su consorte, decidió esconderla; mientras estaba oculta dio a luz a Sapor. Según Al-Tabari, cuando Ardacher asumió el poder, hizo matar a todos los miembros de la dinastía arsácida, tanto hombres como mujeres, por la profecía de su abuelo Sasán. No perdonó a nadie, salvo a una señora que encontró en el palacio real. Asombrado por su belleza, le preguntó por su origen; ella le respondió que era aya de una de las esposas del rey aunque, en verdad, era una de las hijas del soberano. Ardacher le preguntó si era virgen, y ella lo confirmó. Se acostaron y Ardacher la hizo una de sus concubinas, que quedó encinta. Cuando ya se creía a salvo, confesó que era arsácida y Ardacher, a pesar de su amor por ella, llamó a Harjand ibn Sam (que, según Abu Hanifa, era visir de Ardacher) para que se la llevase y la ajusticiase. Fue entonces cuando la princesa confesó su embarazo; para confirmarlo, Harjand la llevó a las comadronas.
Harjand la llevó a una celda subterránea y seguidamente se castró y colocó sus genitales en una caja. Volvió ante el rey y este le preguntó: «¿Qué has hecho?», a lo que Harjand respondió: «La entregué a las entrañas de la tierra» y acto seguido le entregó la caja que traía, que pidió que el soberano marcase con su sello personal y colocara entre sus tesoros personales; Ardacher así lo hizo. La princesa se quedó con Harjand hasta dar la luz. Harjand no deseaba darle un nombre inferior a su posición, ni desvelar linaje hasta que fuera un niño crecido, hubiera concluido su educación y adquirido buenos modales. Determinó la conjunción astral en el momento del nacimiento del chico y con ella determinó su horóscopo; al hacerlo, descubrió que el niño sería rey y decidió darle un nombre que fuese al tiempo descriptivo y nombre propio. Así, lo llamó Sapor, que significa «hijo del rey» (Ibn Malik); al-Tabari dice también que se le llamaba «Sapor Alyunud» («Sapor de los Ejércitos») y que, según otros autores, el futuro sah también se le dio el nombre de Asharbur (Ashah Bur; «hijo de Arsaces»), en referencia al linaje de su madre.
Al-Tabari afirma que, durante varios años, Ardacher no tuvo otros hijos y estaba desesperado por no tener descendentes. Harjand se llegó entonces al soberano y le pidió que cuya custodia le había encomendado hacía tiempo. Ardacher lo hizo y la abrió. Dentro, junto con los genitales de Harjande, encontró un documento en el que este explicaba todo lo sucedido. Al enterarse, Ardacher ordenó que colocasen a Sapor en medio de un grupo de cien jóvenes —según otros autores, estos fueron mil y no cien—, todos de similar apariencia y altura y los trajesen a su presencia. Cuando Ardacher los tuvo delante, reconoció de inmediato a su hijo de entre todos. Pasaron luego todos a la antecámara del palacio y les dieron palos de polo y un balón, mientras el rey quedaba sentado en el trono, dentro del palacio. El balón entró en la cámara real donde estaba el rey y los jóvenes se mostraron remisos a entrar a buscarla, excepto Sapor. Al verlo entrar, y más convencido aún de que era su hijo, Ardacher le preguntó su nombre y al enterarse d que se llamaba Sapor, lo reconoció como heredero.

### Reinado conjunto con Ardacher

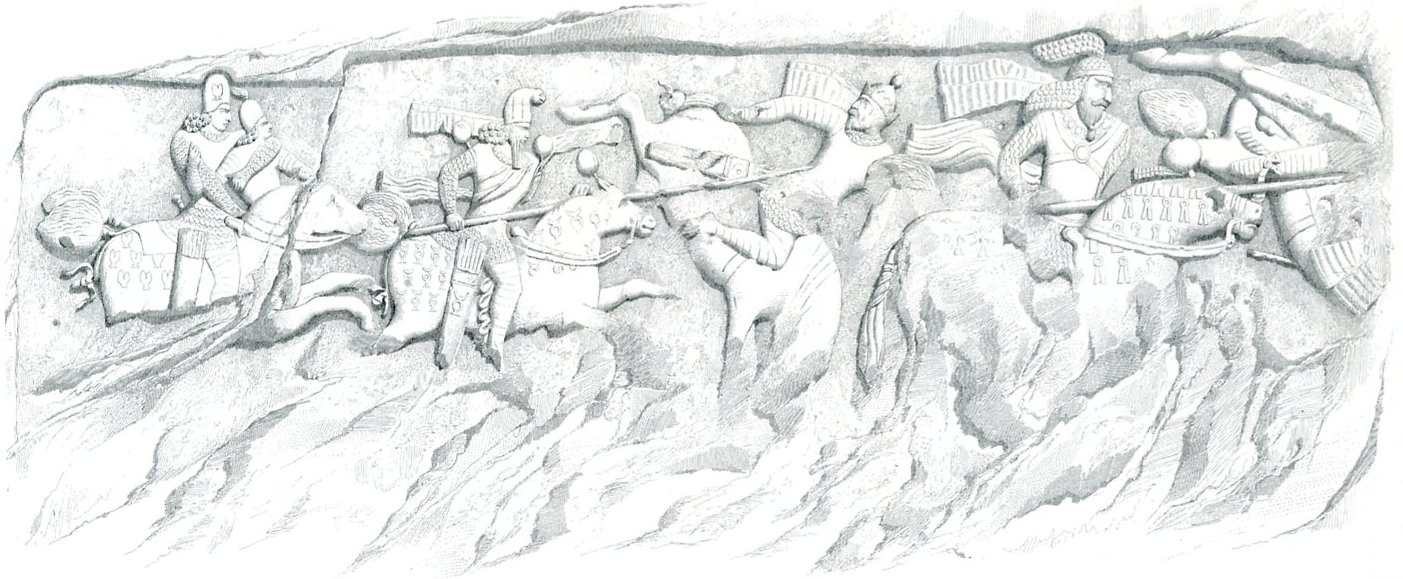
Grabado de Eugene Flandin de 1840 do relevo de Firuzabad de la victoria de Ardacher contra los ejércitos del arsácida Artabán IV.

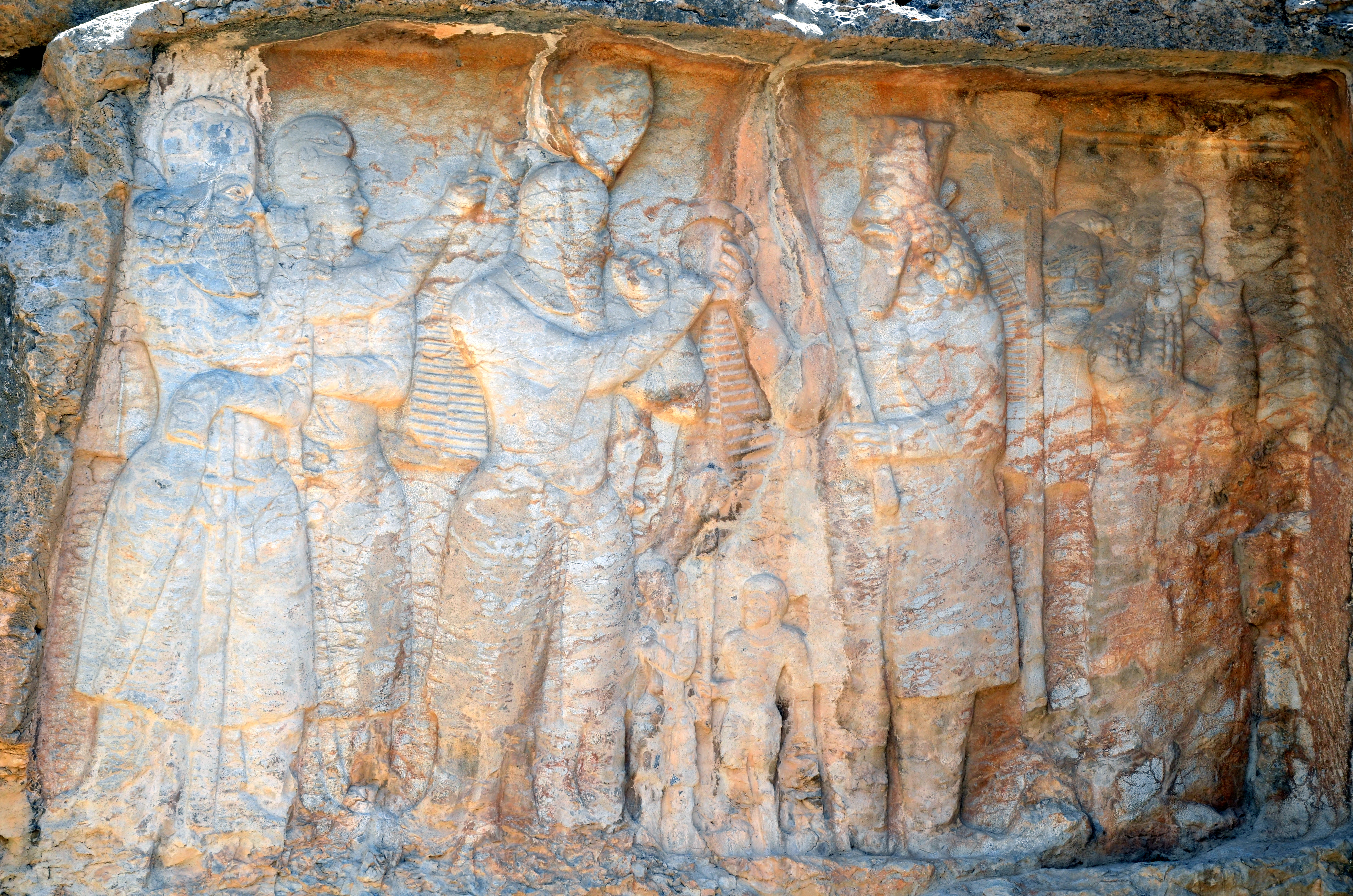
Bajorrelieve de Ardacher en Naqsh-e Rajab

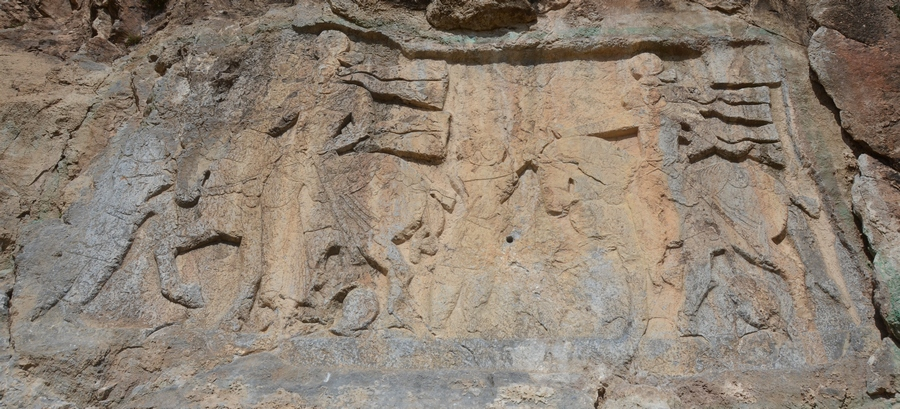
Bajorrelieve de Ardacher y Sapor prendiendo a un rey y a un visir, Salmas

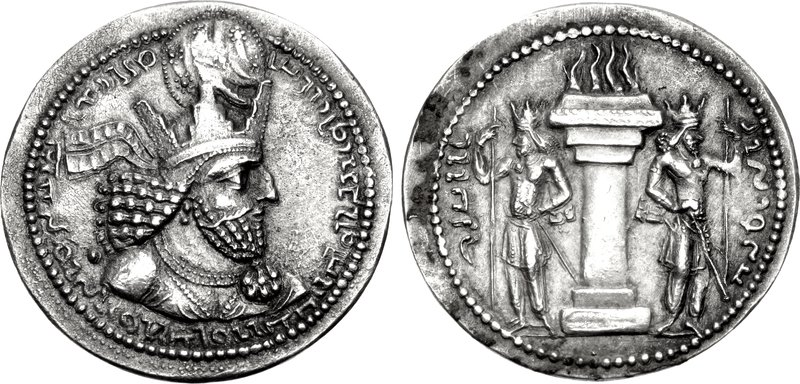
Dracma de Sapor acuñado hacia 240-244

Según parece, el sucesor de Ardacher debería haber sido Ardacher de Sistán, un posible hijo que gobernó durante su reinado Sistán; sin embargo, por razones desconocidas, Sapor fue a quien se nombró heredero, quizá por intervención del propio Sapor. Según al-Tabari, participó en la campaña del padre contra Artabán, información que confirma el relieve que lo retrata en la victoria paterna en Firuzabad. Al-Masudi afirma que Ardacher lo tenía por el «más gentil, sabio, valiente y capaz de todos sus hijos» y lo nombró sucesor ante una reunión de notables. Sapor aparece en los relieves de entronización de Ardacher en Naqsh-e Rajab y Firuzabad como heredero e la información disponible indica que gobernó conjuntamente con él. Balami afirma que «Ardacher colocó su corona en la cabeza de Sapor» y al-Masudi lo confirma, añadiendo que Ardacher se retiró para servir a dios y vivió un año más. Según el Códice de Mani de Colonia, en el 240, Ardacher «subyugó la ciudad de Hatra y Sapor, su hijo, colocó sobre su cabeza [la de Mani] la gran diadema [real]», lo que indica un periodo de sinarquía.
Como reflejo de este hecho, existe un relieve al noroeste de Irán, en Pir Cavus, cerca de Salmas, en Azerbaiyán, que tal vez represente la monarquía conjunta de padre e hijo; aparecen en él dos jinetes, tocados ambos con la corona baja de Ardacher; está fechado en el período de la sinarquía. A finales del 242, el Emperador Gordiano III (238-244) envió una carta desde Antioquía, en Siria, al Senado en la que afirmó haber eliminado la amenaza de los reyes persas, lo que indica que por entonces había varios soberanos en Persia. Las monedas de acuñación tardía de Ardacher continuaron portando en el reverso el habitual altar de fuego y la leyenda  NWR ['] [Z] Y [']] [x] štr  («Fuego de  Ardaxštar »), pero también en ocasiones aparece el propio rey mirando a un hombre joven —que representa simbólicamente a Sapor— y una nueva leyenda:" mzdysn bgy shpwhry MLK "yr'n MNW štry MN yzd'n" («Divino Sapor, rey de Irán cuya semilla es de los dioses»). Las propias monedas de Sapor lo muestran usando su famosa corona mural y un altar del fuego flanqueado por dos sirvientes. En otro relieve de Dārābgerd, Sapor aparece victorioso sobre los romanos y lleva la corona de Ardacher, probablemente simbolizando la victoria conjunta de padre e hijo.
La fecha de su coronación estuvo durante largo tiempo en disputa. El tertimonio de su cortesano Abnum de que los romanos marcharon contra Persia «en el tercer año de Sapor, rey de reyes» demuestra que ascendió al trono en el 240, como calculó W. B. Henning en 1957 a partir de una inscripción de Bishapur que separa el fuego real de Ardacher del de su hijo dieciséis años. Hay un relato maniqueo en el cual se afirma que su coronación «fue en domingo, el primero de Nisán, cuando el sol estaba en Aries", esto es, el 12 de abril. Un relieve de Naqsh-e Rajab celebra simbólicamente la entronización: Ahura Mazda, a caballo, le ofrece la diadema real a Sapor, que está igualmente montado, si bien su figura está vandálicamente mutilada.
Según al-Tabari, en otro episodio posiblemente legendario, al recibir la corona, Sapor reunió a todos los notables del Estado. Estos hicieron preces por la larga vida del monarca y ensalzaron sus virtudes, que, afirmaron, eran aún mayores que las de su padre. Sapor negó que su benevolencia fuese mayor que la de su progenitor, pero les prometió largueza. Dio órdenes de que los tesoros se distribuyesen entre las clases civiles y militares que sostenían el Estado, compartiéndolos con los que lo mereciesen —notables, tropas e indigentes—. También ordenó a los gobernadores de las provincias y distritos periféricos que hiciesen lo propio con las riquezas que poseyesen. Así, se mostró generoso con próximos y los distantes, nobles y humildes, aristocracia y pueblo llano, de modo que todos gozaron de su munificencia y vivieron más desahogadamente. A continuación, Sapor escogió a los gobernadores, a los que vigiló. Su buena conducta hizo que su fama creciese y se propagase, y le hizo destacar sobre todos los demás monarcas.

### Guerras con el Imperio romano

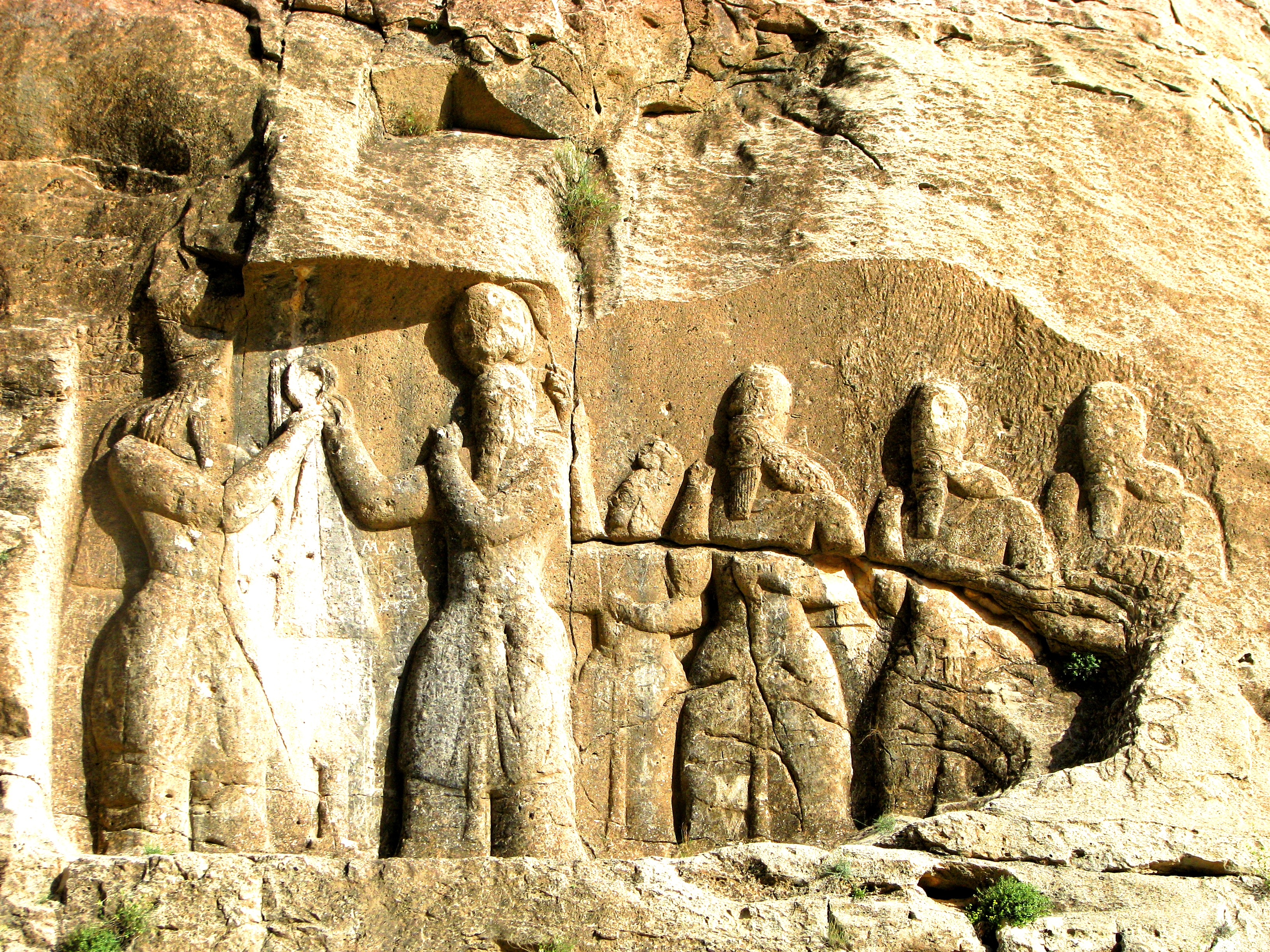
Bajorrelieve de Ardacher en Firuzabad

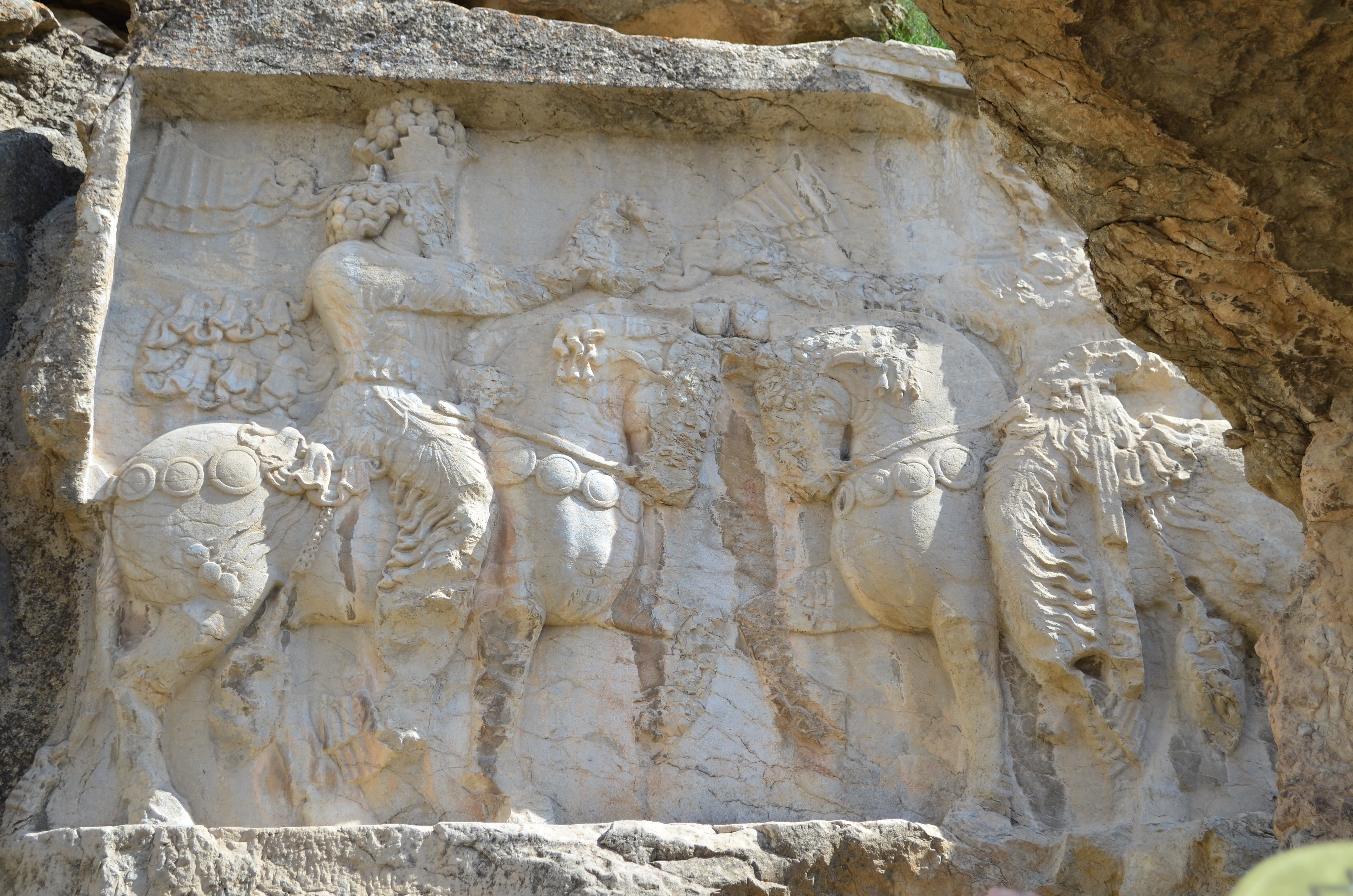
Relieve de la coronación de Sapor en Naqsh-e Rajab

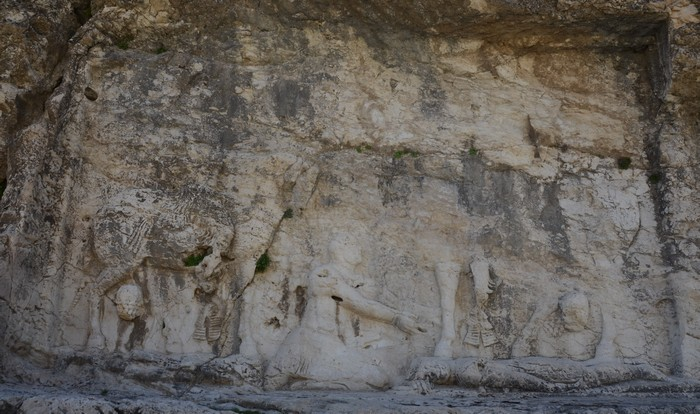
Bishapur I sobre la coronación de Sapor

Los primeros años como monarca los dedicó a consolidar su poder y aplastar rebeliones. Una vez asentado en el poder, se concentró en extender el territorio a costa del vecino Imperio romano. Los escritores orientales apenas dan detalles sobre las contiendas con los romanos y solo indican que la captura de Valeriano (253-260) puso fin a una de ellas. Sapor hizo tres campañas contra los romanos, cuyas cronologías precisas se desconocen, a causa de las contradicciones en que incurren las fuentes. Una de estas es la famosa inscripción trilingüe (en persa medio, parto y griego) del Ka'ba-i-Zartosht en Naqsh i Rustam denominada las hazañas del divino Sapor (Res Gestae Divi Saporis), crónica del sah sobre su victoria. Además, se cuenta con los relieves en los acantilados de Persia que dan información complementaria; ambas concuerdan con las fuentes romanas en varios aspectos.

#### Primera campaña (242-244)
La primera campaña (242-244) siguió a la conquista de Hatra. El relato romano (de la biografía oficial de Gordiano, completado con las breves referencias a él de historiadores posteriores) es breve. En el 242, Gordiano partió en guerra contra los persas al frente de «un gran ejército y con gran cantidad de oro», e invernó en Antioquía. En los alrededores disputó varias batallas, en las que obtuvo la victoria y que le permitieron expulsar a las fuerzas de Sapor de Antioquía, Carras y Nísibis; lo venció nuevamente en la Resena (la moderna Ras Alaim, cercana a Nísibis) y le obligó a devolverle todas las ciudades que había ocupado, sin molestar a sus ciudadanos. Gordiano escribió al Senado que «penetró hasta Nísibis y podría luego llegar hasta Ctesifonte». Sin embargo, el prefecto del pretorio Filipo el Árabe convenció a los soldados de que lo proclamasen coemperador (244-249), lo que socavó la autoridad de Gordiano, que hubo de replegarse apresudaradamente hacia la frontera romana. Durante la retirada, Gordiano pereció. Varios autores afirmaron que fue asesinado por agentes de Filipo, pero Eusebio de Cesarea oyó que «murió en Partia [Persia]». Zósimo, siguiendo el relato oficial, afirma que falleció en territorio enemigo, lejos de la frontera, y Zonaras relata que «el joven emperador» fue derribado del caballo en una batalla, se rompió la pierna y murió a consecuencia de la herida. Todos afirmaron que Filipo juró amistad y firmó el «más vergonzoso de los tratados» con Sapor para acabar con la guerra. Cedió incluso Armenia y Mesopotamia, aunque luego infringió el tratado y las recuperó.
Según Sapor en la inscripción trilíngüe: «Tras instalarnos en el trono, el emperador Gordiano reunió en todo el Imperio romano un ejército de godos y germanos y marchó a Asuristán (Babilonia), contra Eranshar (el Imperio sasánida) y contra nos. En la frontera de Babilonia, en Misiche [junto al Éufrates, donde pasa cerca del Tigris], hubo una gran batalla campal. Y Gordiano César pereció, y nosotros derrotamos al ejército romano. Y los romanos proclamaron a Filipo emperador. Y Filipo César vino a nos para pactar la paz y pagó medio millón de dinares como rescate por su vida y devino tributario». Un cortesano de Sapor llamado Abnum encendió un fuego para celebrar la noticia de que «vinieron los romanos y Sapor el rey de reyes los debeló y cayeron en nuestro cautiverio«.
Según Shapur Shahbazi, los análisis modernos demuestran que el relato de Sapor, a pesar de los defectos, es una versión más exacta de los hechos que la romana, que no explica por qué los romanos, que habían rechazado a Sapor cerca de Nísibis y avanzaron hasta las puertas de Ctesifonte, aceptaron la «más vergonzosa de las paces». Para E. Kettenhofen, «es comprensible que el orgullo nacional romano cargó la responsabilidad por la derrota, en la que Gordiano III había perdido la vida en combate —fue el primer emperador romano al que le pasó—, a Filipo. Por otro lado, el sentimiento de triunfo sasánida fue inmortalizado en varios relieves de Sapor, y la victoria de Misiche fue el único combate que un arrogante Sapor cita de la primera campaña». Sapor desbarató la amenaza romana, aumentó su tesoro, extendió la influencia persa a Armenia Occidental y celebró la victoria en varios relieves en Persia, el más destacado de los cuales es el de Darabegerd, en el que aparece Gordiano postrado ante el caballo de Sapor, que usa una corona de Ardacher y recibe a otro romano (Filipo).

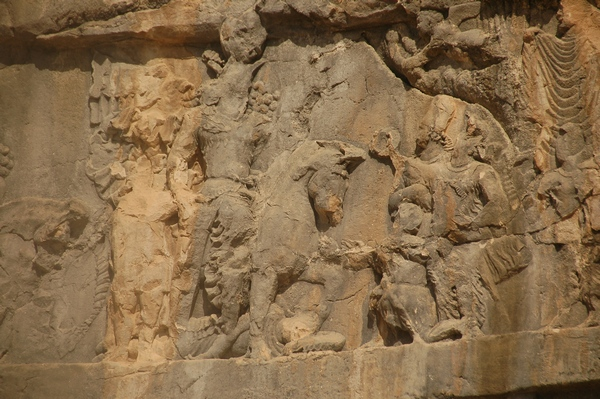
Escena central de Bishapur III, en Bishapur

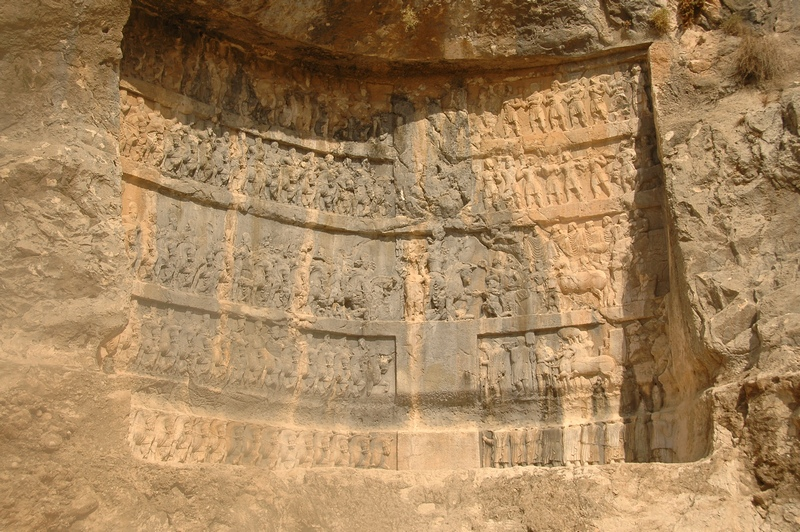
Vista general de Bishapur III

#### Segunda campaña (251-256)
Las fuentes occidentales sobre la segunda campaña de Sapor  (252-256) son pocas, contradictorias y hostiles; las versión del sah es, por el contrario más completa y coherente. Según esta, en una posible alusión a la intervención romana en Armenia y posiblemente a la negativa a pagar tributo, «el césar mintió y dañó a Armenia». Para al-Tabari, hacia el 250/251, Sapor invadió a Mesopotamia y asedió Nísibis, pero el surgimiento de un grave problema en el Jorasán le hizo abandonar el cerco y marchar a aquella región. Tras resolver el problema en oriente, continua al-Tabari, reanudó el cerco de Nísibis y la ciudad cayó en sus manos. Pese a esto, no puedo proseguir la conquista de Mesopotamia, lo que quizá justifica la omisión de estas operaciones en su inscripción.
En el 252/253, aprovechó el caos desatado en el Imperio romano (la guerra civil entre Emiliano, Treboniano y Valeriano en Italia; la peste cipriana; la lucha endémica contra los invasores germanos del Rin y del Danubio, sobre todo godos y boranos). Mareades, rebelde romano que participó en el posterior sometimiento de Antioquía, posiblemente allanó el camino de los invasores al causar tumultos en las provincias orientales, que aparecen aparentemente mencionados en los Oráculos sibilinos. Según la fuente, cuando los persas invadieron el imperio, se apoderaron de Antioquía, que saquearon y arrasaron y cuya población enviaron al cautiverio; Hierápolis, Beroea y Calcis corrieron la misma suerte. Seguidamente, los persas corrieron toda Siria y parte de Asia Menor.
Zósimo, refiriéndose al mismo asunto, afirma sin dar fechas que los persas se adueñaron de Mesopotamia y alcanzaron Siria, donde conquistaron y destruyeron Antioquía, a muchos de cuyos habitantes mataron, mientras que a otros los hicieron prisioneros. Los edificios de la urbe, públicos y privados, fueron derribados; los persas volvieron a casa cargados de botín. Según Zósimo, pudieron apoderarse de toda Asia, pero se contentaron con su enorme expolio. Malalas, citando a Domnino, alude al papel de Mareades en la conquista persa de Antioquía y menciona brevemente la invasión de Siria por Sapor a través de Calcis, que llama «puerta de Siria».

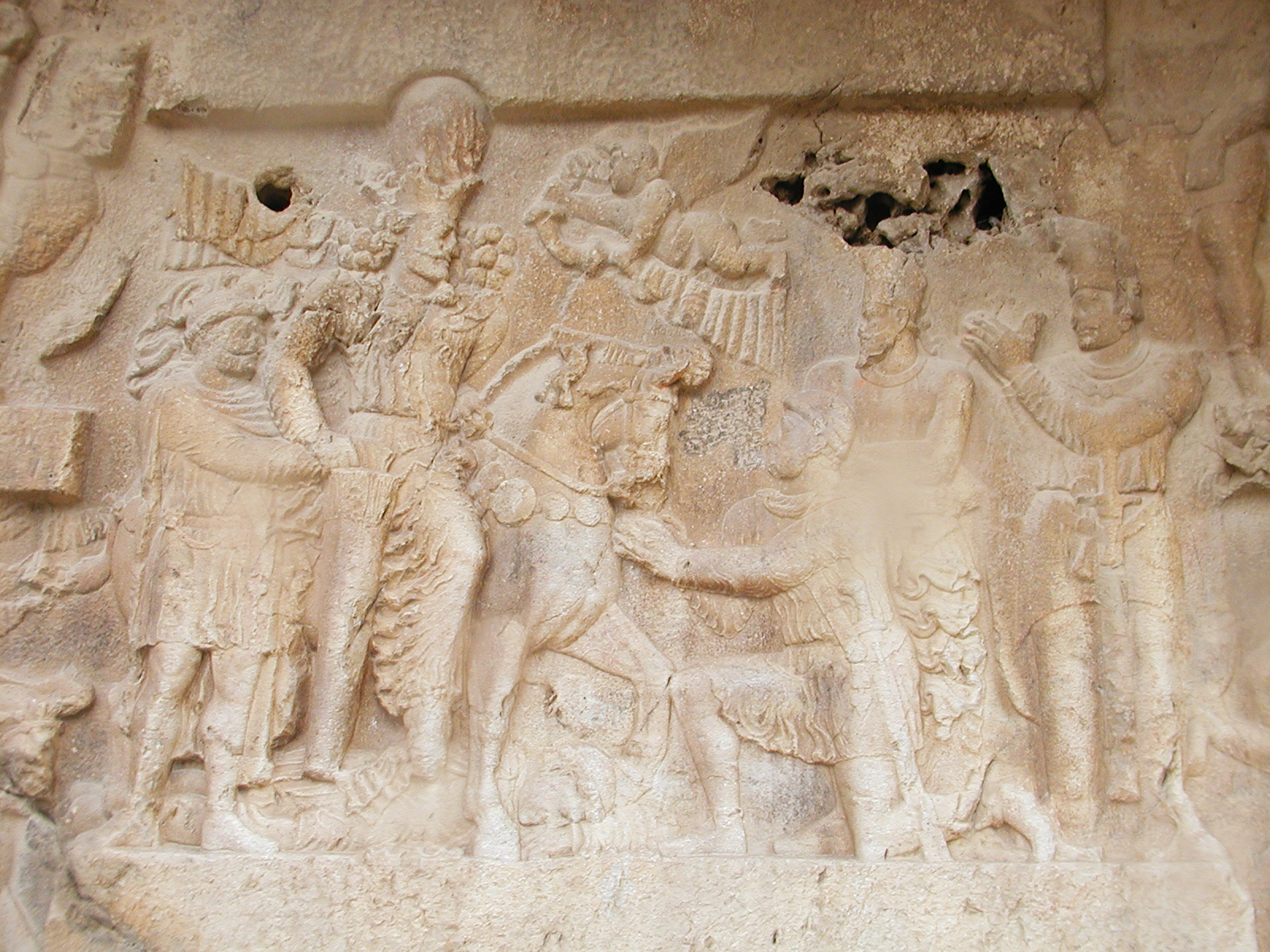
Escena central de Bishapur II

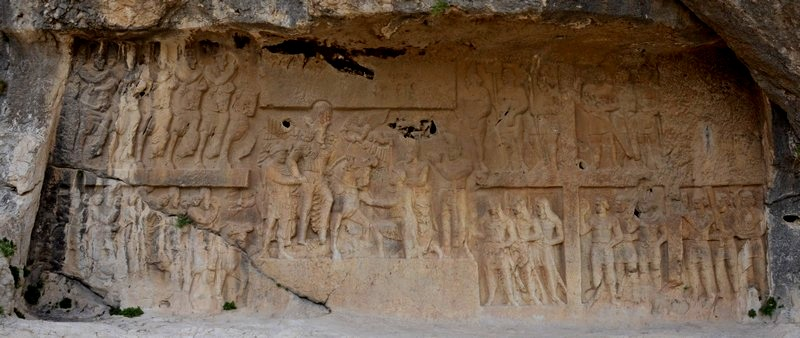
Vista general de Bishapur II

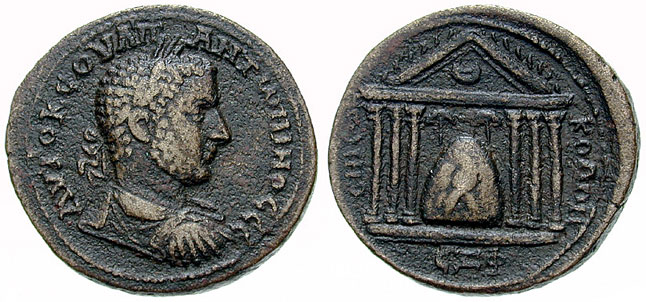
Templo de Emesa, que contenía la piedra sagrada, en el reverso de la moneda de bronce acuñada por Uranio Antonino

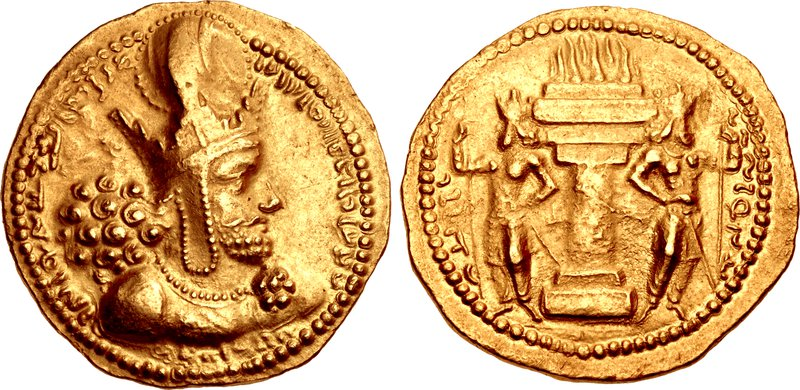
Dinar de Sapor acuñaro en torno al 244-252/253.

Después de citar los acontecimientos de Antioquía, Malalas supuestamente describe el regreso del ejército; se ejecutó a Mareades y Sapor asedió Emesa (actual Homs), acción que aparece indirectamente en los Oráculos sibilinos y en una inscripción griega de Calate Alhauais. Emesa envió a Sampsiceramo, a quien Rostovtzeff identifica con el usurpador emesano Uranio Antonino, como el emisario que acudió a ver a Sapor. Al recibirlo, Domnino afirma erróneamente que el sah fue asesinado en su campamento cerca de Emesa, que su ejército se desbandó y fue perseguido, primero por Sampsiceramo y luego por Odenato (al que llama Enato). La mención de este último en el episodio puede ser la anticipación de su participación activa en la guerra de Sapor en los años 260, aunque también puede aludir a un papel activo en los acontecimientos políticos de Siria en la década anterior. Esto permitiría suponer, por ejemplo, que la afirmación de Domnino tenía base real. Como lo hizo Rostovtzeff, sin duda es probable que en su avance hacia el Éufrates o incluso antes, Sapor negoció con Odenato para proteger su retaguardia y obtener abundantes suministros de caballos, camellos, ovejas y dátiles.
En un fragmento sin fecha de Pedro el Patricio se enumeran los regalos enviados por Odenato a Sapor, que este rechazó con desprecio. Para Rostovtzeff, esto es prueba de las negociaciones entre ellos y concesiones del primero al segundo, que no satisficieron a Sapor y fueron rechazadas. Al mismo tiempo, aunque estaba enojado con Odenato y quizás incluso con Sampsiceramo citado en Malalas, no los atacó cuando marchó a Antioquía, sabiendo que Odenato era fuerte. Es posible que intentara vengarse si su expedición tenía éxito, y aparentemente tanto Odenato como Sampsiceramo sabían que estarían en peligro si el sah conquistaba Emesa y Palmira y decidieron atacarlo primero. Odenato quizás también esperaba recibir alguna compensación de los romanos por sus acciones, y de hecho se sabe que en el 258 tenía el título de «hombre consular» ("vir consularis"), que puede haber recibido mucho antes.
Si el asalto de Sapor a Emesa fracasó como asegura Malalas, se entendería que se omitiese en la inscripción del sah. Pero Bruno Overlaet tiene una visión diferente del episodio: cree que Sapor sí rindió la plaza y que el triunfo aparece en dos relieves de Bishapur (Bishapur II y Bishapur III).;En Bishapur III, a la izquierda, aparece un grupo de caballería sasánida que avanza y a la derecha hay cinco registros de personas portando jarrones, textiles y armas, sosteniendo anillos militares y estandartes, trayendo leones encadenados, un caballo, un elefante, un carro, etc. En Bishapur II hay una estructura escénica similar. En ambos, hay una escena central casi idéntica en la que Sapor aparece recibiendo la sumisión de un romano, identificado por Overlaet como Uranio Antonino.
La escena central de Bishapur III muestra tres emperadores iguales en todos los aspectos: el primero desciende del caballo y se arrodilla en súplica; el segundo está parado junto al caballo del sah y le sostiene la capa; el tercero se agacha bajo el caballo de Sapor. La iconografía de Bishapur III sugiere que la reunión tuvo lugar y que Uranio suplicó misericordia, se rindió y entregó la piedra negra, la reliquia sagrada de la adoración del dios Heliogábalo. La rendición debió acontecer en noviembre del 253, pues Uranio siguió activo hasta el principio de 254, cuando desaparece de las fuentes. Para Overlaet, Sapor debió quedar satisfecho por el sometimiento de Emesa como estado cliente y prefirió retirarse antes de que llegase el invierno en lugar de consolidar el control de Siria. Paralelamente a su retirada, Valeriano aparece y anula los efectos de las victorias persas, lo que justifica la ausencia de Emesa en la inscripción y permite al mismo tiempo datar los relieves como tarde en el año 254. El emperador arrodillado en Bishapur III puede ser Uranio, mientras que el tercero puede simbolizar la victoria sobre el Imperio romano en su conjunto o también puede indicar la ejecución posterior de Uranio.
Jorge Sincelo alude a la expedición en un breve pasaje en el que menciona l conquista de Antioquía y la invasión de Capadocia. Antes de describir la expedición, cita el famoso ataque de los godos a Salónica, fechado en el 254, que suscitó la restauración de las murallas de Atenas. Amiano Marcelino, Libanio y Pedro el Patricio también mencionan el ataque a Antioquía y a Ciríades. Sobre la segunda expedición, en la inscripción de Sapor se dice: «aniquilamos una fuerza romana de sesenta mil en Barbalisso [en la actual Calate Albalis, en la margen izquierda del Éufrates en Siria] e incendiamos y saqueamos la provincia de Siria y todas sus dependencias»; la destrucción muestra que no pretendía mantener los territorios dominados, optando por deportar parte de la población para asentarla en Persia. A continuación, la inscripción enumera fortalezas y ciudades tomadas:

Anata, Birta de Arupam, Birta de Esforacena [Asporacam], Sura, Barbalisso, Mambuque [Hierápolis], Alepo [Beroea], Quinacerim [Calcis], Apamea, Rafanea, Zeugma, Úrima, Gindaro, Larmenaza, Seleucia, Antioquía, Cirro, [otra] Seleucia, Alejandreta, Nicópolis, Sinzara, Hama, Rastane, Dicor, Dolique, Dura, Circusio [Circesio], Germanicia, Batna y Quanar, en Capadocia las ciudades de Satala, Domana, Artangil, Suisa, Sinda, Freata. Un total de treinta y siete ciudades y sus aledaños.

El Cáucaso en torno al 250

El Imperio sasánida en tiempos de Sapor y las principales expediciones del sah a principios de la década del 250.

Invasión de Sapor en 253

La información disponible indica que fueron ocupadas en sucesivas campañas que se llevaron a cabo entre el 252 y el 256, que tenían como objetivo final Antioquía; y el orden en que se enumeran puede indicar la ruta que siguieron los persas. Sapor empezó por expulsar a la arsácida Tiridates III de Armenia y nombrar a su hijo Ormuz «gran rey de los armenios», un título prestigioso creado para aplacar a los armenios. El Reino de Iberia se sometió o fue ocupado y se transformó en provincia sasánida, gobernada por un alto funcionario, el vitaxa. El sah también invadió la Cólquide y Lázica a través de Armenia y derrotó a los maquelonos y heníocos. Aseguró así las fronteras septentrionales, mediante el dominio de los puertos de montaña del Cáucaso. La campaña comenzó en la frontera sur de Siria, en Anata; el ejército remontó el Éufrates. De camino, tomó las fortalezas de Birta de Arupam, Birta de Esforacena (luego llamada Zenobia), Sura y Barbalisso, todas en la orilla derecha del río. En Barbalisso, venció a sesenta mil romanos, que aparentemente pertenecían solo al ejército sirio, lo que dejó a la provincia indefensa; a partir de entonces, la campaña devino en incursión de saqueo. Después de Barbalisso, el ejército o parte de él marchó hacia al norte y sometió Hierápolis. Luego se dividió en dos grupos: uno al mando del propio Sapor que penetró profundamente en Siria y otro que invadió el norte.
El grupo de Sapor marchó al suroeste, tomó las ciudades de Beroea y Calcis y prosiguió luego más al sur, donde ocupó dos centros militares, Apamea y Rafanea. El otro grupo se apoderó de Zeugma y tal vez avanzó hasta Úrima. Quizás la expedición al norte fue para evitar que el ejército mesopotámico apareciera a retaguardia del sah, permitiéndole capturar las ciudades más ricas y relevantes. Al pasar por Gindaro y Larmenaza, conquistó Seleucia Pieria —el puerto de Antioquía— y luego Antioquía, la capital provincial. Luego se dirigió al norte y ocupó Cirrus, Seleucia (de ubicación incierta), Alejandreta y Nicópolis. Es posible, pero dudoso, que conquistara también las ciudades de Capadocia que siguen en la lista de su inscripción; es más plausible suponer que fue su hijo Ormuz quien, desde Armenia, las tomase, incluso antes de que tu padre partiera en campaña.
Como indica Rostovtzeff, a partir de ese punto es posible trazar su ruta precisa, mientras que sobre los nombres restantes, diez en total, se tienen dudas. Se sospecha que fueron las ciudades que sometió a su regreso a Persia. El ejército del sur se apoderó de Sinzara, Hamat y Ariscia, mientras que el ejército del norte tomó la ciudad insular de Doliche y Dicor, cuya ubicación es incierta. Además de estas, los persas expugnaron cuatro puestos fortificados cerca del Éufrates, que se enumeran de sur a norte; Dura Europos, Circesio, Batna, Germanicea y Quanar, cuya ubicación tampoco está clara. Rostovtzeff interpreta que dicho grupo, al no concordar con la lógica de la narrativa, es un apéndice a la lista, como las ciudades de Capadocia citadas en último lugar. Para él, son lugares que fueron tomados por la retaguardia del sah que, después del choque en Barbalisso, marchó hacia el norte y pudo adueñarse de los fuertes que había rodeado Sapor al comienzo de la campaña. Rostovtzeff cree que Sapor optó por seguir una ruta a lo largo de la orilla derecha del Éufrates que le permitió evitar todas las ciudades guarnecidas, lo que explicaría su omisión de la lista. Asediarlas le hubiese costado mucho tiempo, y los datos disponibles indican que deseaba llevar a cabo una expedición veloz en territorio romano. Para Rostovtzeff, su objetivo era capturar y saquear Seleucia y Antioquía para obtener botín y prestigio.

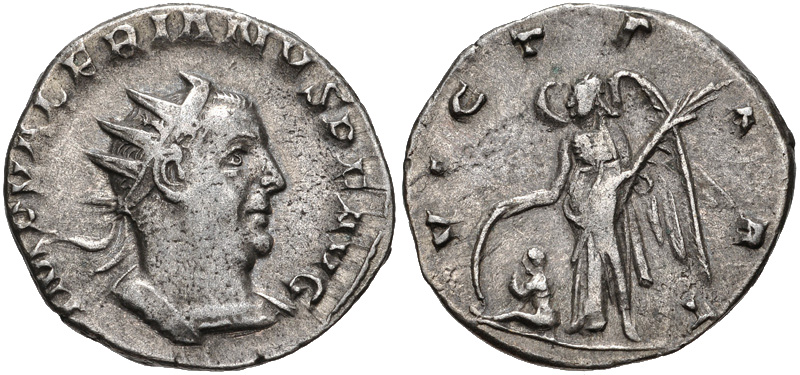
Antoniniano de Valentiniano del 257/258 con la inscripción VICT PART (Victorioso Pártico)

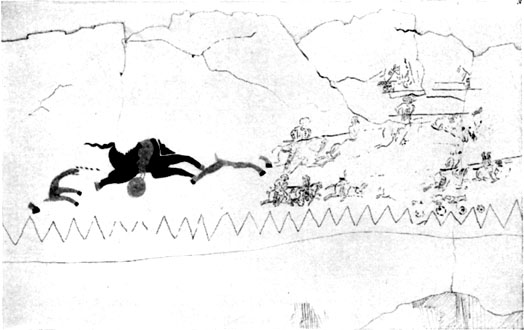
Bosquejo encontrado en una casa de Dura Europos

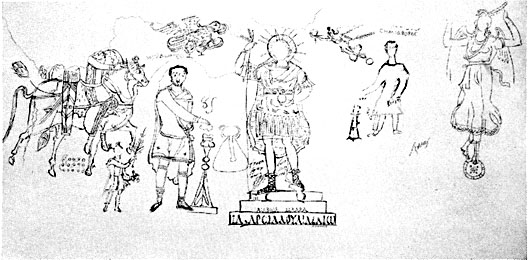
Dibujo palmireño encontrado en una de las salas aledañas al templo de Azanatcona

Valeriano llegó al este a fines del 253 o principios del 254 e inmediatamente abordó un programa de reconstrucción de las ciudades y fortalezas saqueadas y destruidas, reorganizó el ejército y reconcilió a la población con el gobierno romano. Sapor no realizó ninguna expedición en este momento, pero no es difícil suponer que fue informado de las repetidas incursiones de godos y sármatas en Anatolia y que estas le incitaron a preparar una nueva expedición contra el imperio. La información sobre el período entre 253 y 259/60 es escasa y confusa, pero se cree que Sapor emprendió una ofensiva en el 256, que fue rechazada por el emperador romano. Tal suposición se basa en el uso que hizo el emperador del título de patricio (un título de victoria) en las monedas acuñadas en el 257. Tal uso puede significar una victoria parcial, quizás en algún lugar del Éufrates medio. Hay pruebas de que Dura Europos fue una de las ciudades atacada en ese momento.
Michael I. Rostovtzeff sostiene que Sapor atacó Dura Europos en dos ocasiones: en 253 (según la inscripción del sah) y en el 256 (según lo encontrado en el lugar y la información literaria disponible); creó un marco explicativo que combina la información obtenida literatura con los datos arqueológicos y numismáticos disponibles. Según él, una razón probable por la cual la ciudad fue asaltada dos veces por los persas fue que tuvieron que abandonarla por primera vez en el 253 debido al acoso de Odenato. La arqueología indica que, entre los años 253 y 256, la ciudad experimentó un período de paz relativa y mantuvo contacto con la Siria romana (hay monedas imperiales de la época), de la cual formaba parte, así como con el Imperio sasánida (hay inscripciones en pelvi en la sinagoga y copas verdes esmaltados de dos asas de fabricación persa).
En una casa particular de Dura Europos, se encontró un bosquejo en color que ocupa casi toda una pared del diván. Según la interpretación de Rostovtzeff, en el mural se retrata, siguiendo la convención de los primeros artistas sasánidas, una escena de batalla en la que aparecen en un lado un sah y su enemigo, el jefe de los romanos (una figura a gran escala) y miembros de la familia real sasánida sometiendo a los caballeros romanos (figuras menores) del otro, todo en presencia de dioses sentados. La acompaña una inscripción explicativa en pelvi y, según el punto de vista del autor, representa una batalla histórica. La pintura se empezó a trazar en la ocupación persa del 253, pero estaba incompleta cuando los romanos recobraron la población. Rostovtzeff refuerza su tesis con otro dibujo, de influencia palmireña, que se encontró en el escritorio del actuarius de la 20.ª cohorte de Palmira, en una de las habitaciones que rodean el patio del templo de Azanatcona, que pare él es una prueba de la recuperación romana de la plaza.
En el dibujo palmireño aparece un oficial romano, quizás el jefe de la 20.ª Cohorte de Palmira, sacrificando al dios Jaribol (Sol Invictus), cuya estatua, coronada por una niké y un águila, se yergue sobre una base escalonada (en la que hay pintadas inscripciones dedicatorias) en el centro de la composición. El oficial está a la izquierda de la estatua y detrás de él hay un caballero que avanza lentamente hacia la derecha. Lleva una vestimenta palmireña para desfiles militares, monta un gran caballo local con una loriga típica de la zona. En frente del caballero hay un joven o niño con una palma y tal vez una corona en la mano y debajo de las patas del caballo hay círculos, que probablemente representan monedas de oro lanzadas ante él, una célebre manera de darle la bienvenida. Rostovtzeff propuso que el dibujo celebra la victoria de Odenato sobre los persas, que tuvo gran relevancia para Dura Europos y su guarnición, y que él asocia con el episodio narrado por Juan Malalas. Es probable que, en su camino de regreso por el Éufrates, Odenato pasara por la ciudad y fuera vitoreado como salvador y liberador de la guarnición romana (la 20.ª Cohorte de Palmira) que acababa de volver.

#### Tercera campaña (259-260)

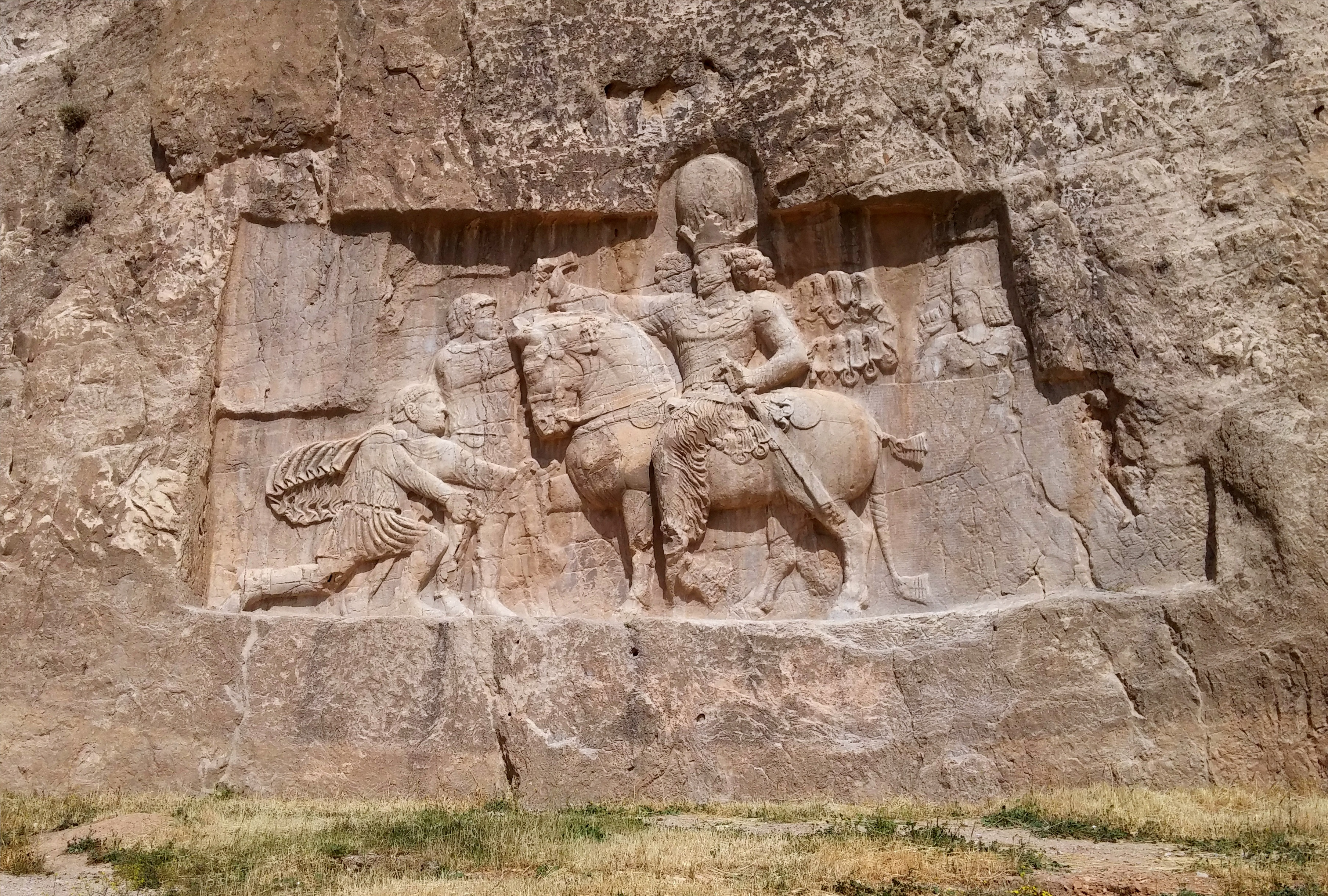
Sapor prende a Valeriano y somete a Filipo. Reluieve de Naqsh-e Rostam

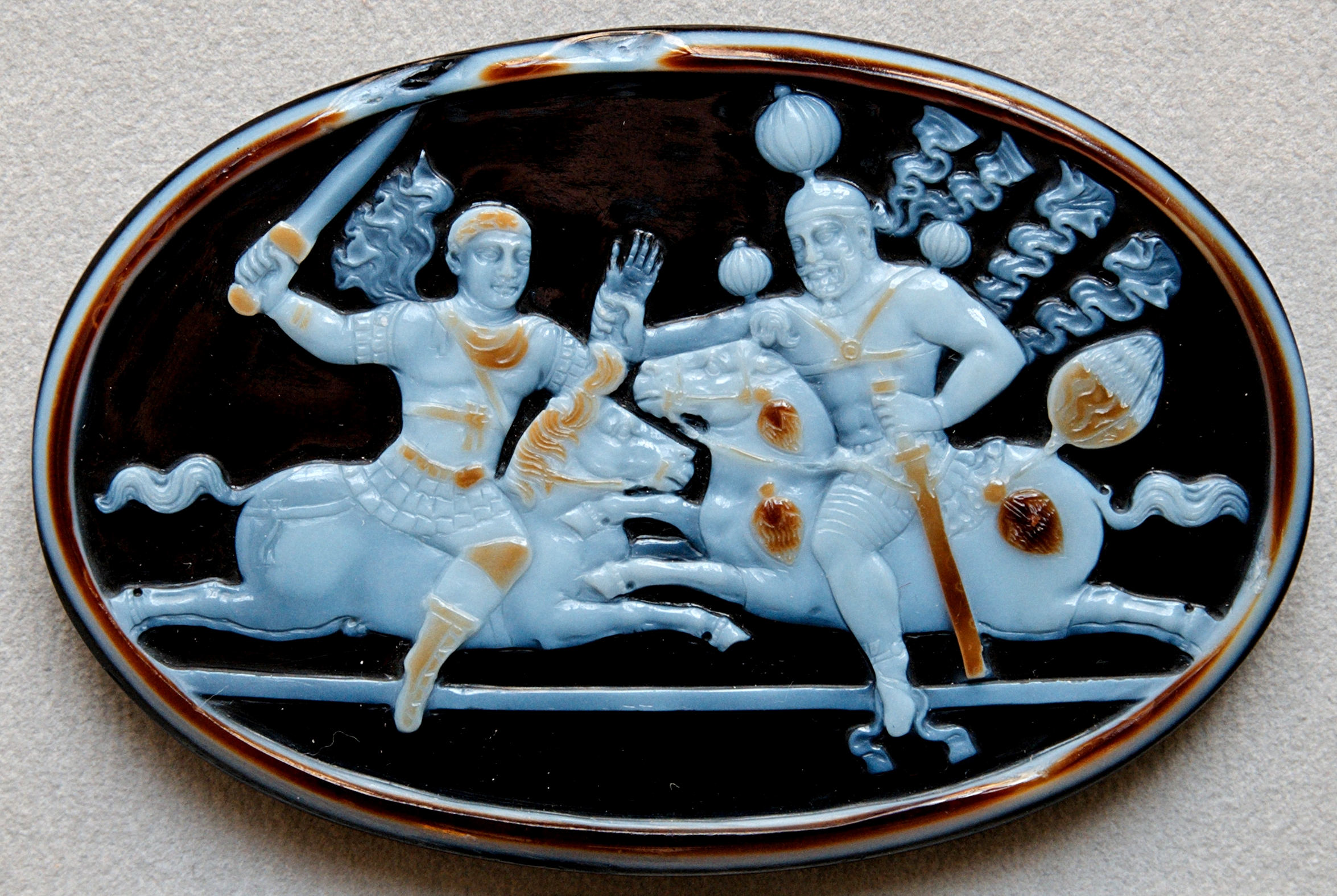
Camafeo de sardónica aproximadamente del 260 en el que aparecen Sapor y Valeriano

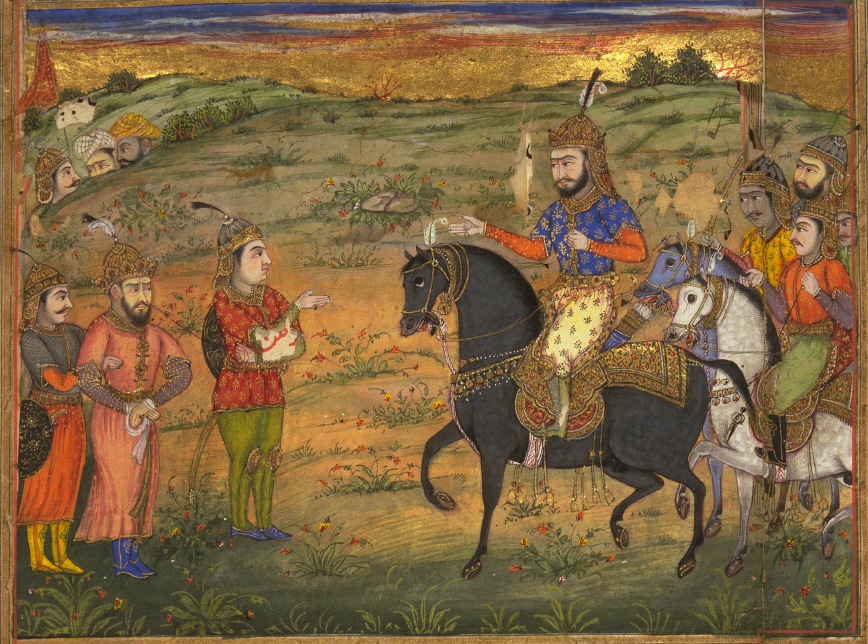
Miniatura de Sapor y Valeriano en la Épica de los reyes

Repetidas escaramuzas desencadenaron otro gran conflicto en 259-260. El principal episodio de esta nueva campaña fue el apresamiento de Valeriano, aunque existen varias versiones de cómo sucedió. La Cronicón pascual afirma que murió, mientras que Aurelio Víctor indica que fue mediante una añagaza de Sapor y luego asesinado por este. Agatias, que tilda a Sapor de perverso y sanguinario, señala que tras matar a Valeriano invadió Mesopotamia y luego saqueó Cilicia, Siria y Capadocia, haciendo grandes matanzas en estos territorios. Jorge Sincelo dice que el ejército romano apostado en Edesa sufrió hambre y estuvo a punto de amotinarse. Conocedor de la situación, Valeriano se rindió a Sapor y traicionó a sus soldados. Estos trataron de escapar; algunos murieron en el intento y los persas persiguieron a los supervivientes. Sapor seguidamente se apoderó de Antioquía, Tarso en Cilicia y Cesarea en Capadocia. Jorge Cedreno afirma que Valeriano, que mandaba un ejército de veinticinco mil hombres, fue vencido y apresado en Cesarea.
Según Zósimo, Sapor atacó Siria y Capadocia y asedió Edesa, donde se encontraba Valeriano. El emperador vacilaba en enfrentarse a él, pero la agitación de sus soldados le obligó a ello. Los persas batieron a los romanos, capturaron a Valeriano y su comitiva y se los llevaron a Persia. El mismo autor afirma también que, según algunos autores cuyos nombres no cita, el emperador se entregó a los persas al percatarse que sus soldados estaban prestos a amotinarse en Edesa; sea como fuere,  indica que Sapor vejó al emperador. Zósimo también asegura que, tras capturar a Valeriano, los persas asaltaro las ciudades romanas sin impedimentos y se apoderaron de Antioquía, Tarso y Cesarea. Afirma que la multitud de cautivos que hicieron apenas recibían el alimento mínimo para sobrevivir y que solamente les llevaban a beber una vez al día, conduciéndolos al agua como si fuesen ganado. De las ciudades atacadas, se sabe que Cesarea se resistió tenazmente, acaudillada por Demóstenes. Este repelió las acometidas persas hasta que un médico, apresado y torturado por los asediadores, les confesó cómo penetrar en la ciudad. Esta cayó finalmente, pero Zósimo afirma que Demóstenes logró escapar de los persas atravesando sus líneas.
Festo, Eutropio, Eusebio de Cesarea, la Epitome de Caesaribus y Jerónimo concuerdan en que Valeriano fue apresado y vivió el resto de sus día en cautividad. Según al-Tabari, tras ser capturado, Sapor lo trasladó a Gundeshapur. El autor afirma que se obligó al emperador a trabajar en la construcción de la Presa del César (Band-e Qeyṣar) de Shushtar, que debió tener una longitud de mil codos. El emperador la erigió con la ayuda de un grupo de hombres traídos de Anatolia; Sapor se comprometió a liberarlo cuando concluyesen la obra. Al-Tabari relata que hay dos versiones de este episodio: la primera afirma que Valeriano pagó a Sapor una gran indemnización y se lo liberó tras desnarigarlo; la segunda asegura que lo mataron. Según la Historia Augusta, el rey de reyes Velsolo, el rey de los cadusios Veluno y el armenio Artavasdes, todos aliados de Sapor, le escribieron para rogarle que liberase al emperador, pues temían las represalias romanas; por su parte, los bactrianos, iberios y tauroescitas rehusaron mantener correspondencia con el sah y enviaron misivas a los funcionarios romanos prometiendo colaborar en la liberación de Valeriano. Orosio y Lactancio afirman que este tenía que agacharse ante Sapor para que este lo usase de peldaño para subirse al caballo. Según Lactancio, se supone que, al hacerlo, Sapor decía: «Esta es la verdad, y no lo que los romanos escriben en sus tablillas y paredes». Jorge Cedreno asegura que Valeriano fue desollado vivo, mientras que Lactancio escribió:

Valeriano vivió bastante tiempo, sometido a los insultos de su vencedor; de modo que el nombre romano sufrió durante largo tiempo el desprecio y el ridículo de los bárbaros. Y a esto también se le añadió la severidad de su castigo, que aunque tenía un emperador por hijo, no contaba con nadie para vengar su cautiverio y su abyecto y servil estado; de hecho, nadie reclamó su regreso. Luego, cuando terminó su vergonzosa vida con gran deshonor, fue desollado, y su piel, separada de la carne, se tiñó de rojo y se colocó en el templo de los dioses de los bárbaros para que la memoria del triunfo pudiera perpetuarse, y para mostrarla siempre a nuestros embajadores como advertencia a los romanos, quienes, al ver los despojos de su emperador cautivo en el templo persa, no depositaran mucha confianza en su propia fuerza.

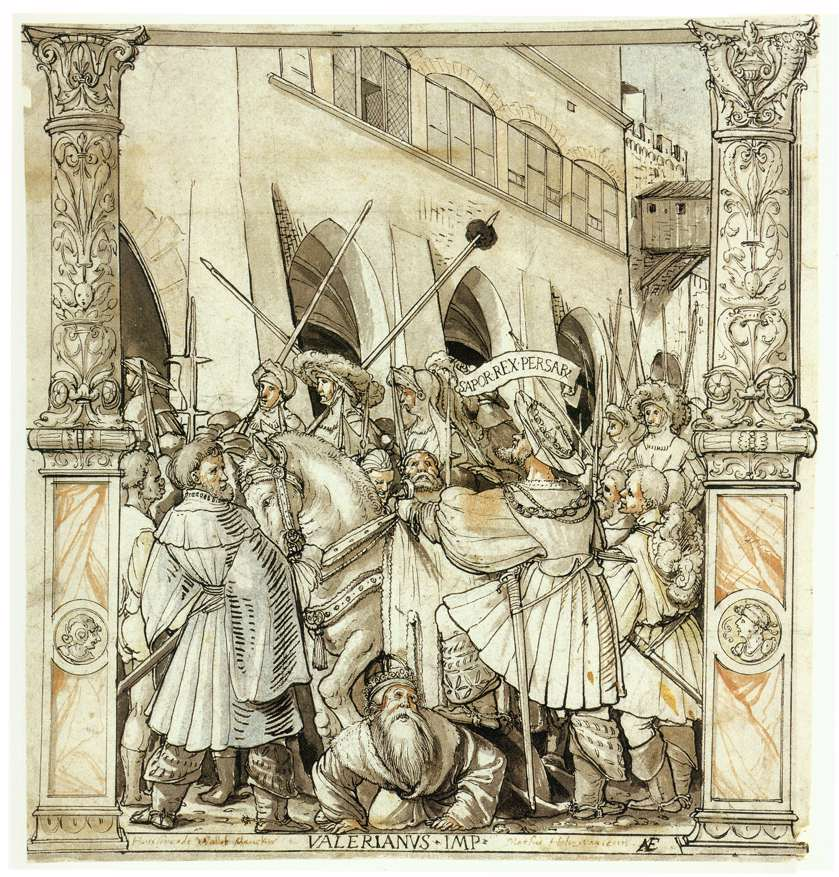
Dibujo de Hans Holbein el Joven de 1521 en el que aparece Sapor humillando a Valeriano

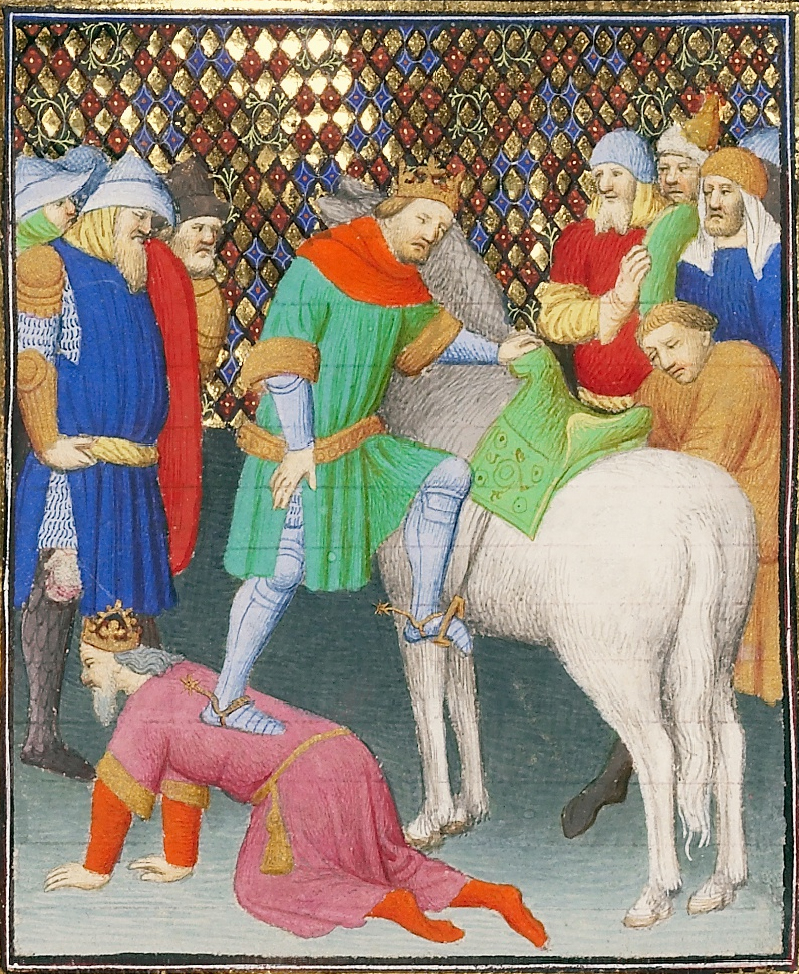
Miniatura parisina del 1415 aproximadamente, en la que figura Sapor subiendo al caballo pisando a Valeriano

Ruta de los ejércitos de Sapor

Para Filóstrato de Atenas, citado por Juan Malalas, el rey, tras haber subyugado e incendiado toda Siria, prendió fuego a Cilicia y volvió a sus tierras atravesando Capadocia. Según Sapor: «en la tercera campaña, sitiamos Carras y Edesa, y cuando estábamos sitiándolas, Valeriano César vino contra nos, y con él una fuerza [luego se indica que la formaban setenta mil soldados] de [la mayoría] de las provincias (hštr) [se citan casi todas todas las provincias]. Y al oeste de Carras y de Edesa hubo una gran batalla entre nos y Valeriano César. Con nuestras propias manos, apresamos a Valeriano César, los otros jefes de aquel ejército, el prefecto del pretorio y los senadores; hicímoslos a todos prisioneros y los deportamos a Pérsia. E incendiamos, devastamos, tomamos cautivos y conquistamos las provincias de Siria, Cilicia y Capadocia». Seguidamente lista todas las ciudades sometidas:

Samosata, Alejandría del Isso, Catábolo, Egeas, Mopsuestia, Malo, Adana, Tarso, Augustina, Zéfiro, Sebaste, Córico, Anazarbo [Agripas], Castabala, Neronias, Flávias, Nicópolis, Epifaneia, Calênderis, Anemurio, Selino, Miónpolis, Antioquía, Seleucia, Domeciópolis, Tiana, Cesarea [Mazaca], Comana, Cibistra, Sebastea, Birta, Racundia, Laranda e Iconio. Un total de treinta y seis ciudades y sus aledaños. Y nos llevamos además a hombres del Imperio romano, no arios, junto con el botín; y los asentamos en nuestro Imperio iraní en Persia, Partia, Susiana, Asuristán y otras tierras donde había dominios de nuestro padre, abuelos y ancestros.

Las ciudades enumeradas, salvo Alejandreta (Alejandría del Isso) y Nicópolis, están en Anatolia y Rostovtzeff aventura que Sapor evitó deliberadamente citar las ciudades conquistadas en su segunda campaña contra los romanos, lo que acaso indica que los persas las habían conservado. Sea como fuere, la primera ciudad que fue asaltada tras la derrota de Valeriano fue Samosata, importante centro del antiguo Reino de Comagene y cruce de caminos. La decisión de Sapor de someterla primero quizá se debió al hecho de que Valeriano había apostado en ella sus reservas. De allí el ejército persa debió de avanzar hacia Antioquía, desde donde luego acometió Alejandría del Isso. A continuación, Sapor condujo sus huestes a la costa cilicia, a Catábolo, ciudad cuya ubicación se ignora pero que se cree debía estar cerca de la moderna Burnaz, y luego marchó hacia Tarso. De camino, se apoderó de otras ciudades de la región: Egeas), Mopsuestia, Malo, colonia cuya localización también se desconoce, la insular Adana y Augusta o Augustina, quizá también una colonia.
Luego se adueñaron de Zefirio) y debieron marchar al oeste y tomar Sebaste, colonia e importante base naval, y Córico, población de la Cilicia Áspera. Según Zonaras, parte del ejército persa fue víctima de un ataque naval dirigido por Calisto en Pompeópolis, asentamiento costero al oeste de Zefirio, y puede que a causa de este revés los persas evacuasen Sebaste y Córico. Luego el ejército principal, quizá al mando del propio Sapor, marchó a Cilicia Oriental y se apoderó de seis ciudades: Anazarbo, Hierápolis Castabala, Neronias (posiblemente la futura Irenópolis), Flavias, Nicópolis y Epifanía. Las seis ciudades siguientes, todas en la costa de la Cilicia Áspera (luego llamada Isauria), colocadas en el orden que se mencionan, no encajan con el orden lógico de avance del ejército de Sapor. Se propuso, de manera similar a la lista de la segunda campaña, que serían un apéndice de poblaciones conquistadas por otro ejército, tal vez una vanguardia que avanzó más allá de Sebaste antes del contraataque romano en Pompeópolis o una retaguardia que permaneció en Sebaste después de que Sapor se retirase con el ejército principal. Este ejército marchó hacia Calênderis y Anemurio) y alcanzó Selino el punto más occidental que alcanzaron las huestes de Sapor. Seguidamente se dividió en dos grupos para atacar de regreso las ciudades costeras que habían dejado de lado en el avance; uno asaltó Miónpolis, población cuya ubicación se ignora, mientras el otro acometía Antioquía del Crago antes de retornar por Seleucia del Calicadno. Domeciópolis, en la Cilicia Áspera, quizá también fue conquistada por el grupo que pasó por Seleucia.
La hueste principal de Sapor, tras retirarse, se encaminó a la importante Tiana, en Capadocia. Allí se dividió en dos grupos: uno avanzó hacia en interior de la región hacia la Armenia Menor y otro se dirigió al oeste, a Licaonia. El primero conquistó Cesarea, probablemente tras un enconado combate. Desde Cesarea, un destacamento atacó Comana y luego se encaminó hacia el norte; alcanzó Sebastea, junto al río Halis. El segundo grupo marchó al sudoeste de Tiana hacia Heraclea Cybistra, Birta (¿Barata?) y Racundia, lugar de ubicación incierta. Una columna menor partió de Cibistra a Larende) y otra más grande marchó a Iconio.

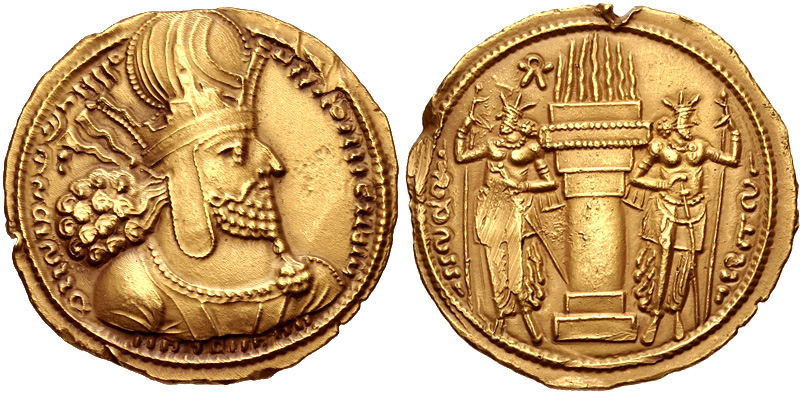
Dinar de Sapor del periodo 260-270 aproximadamente.

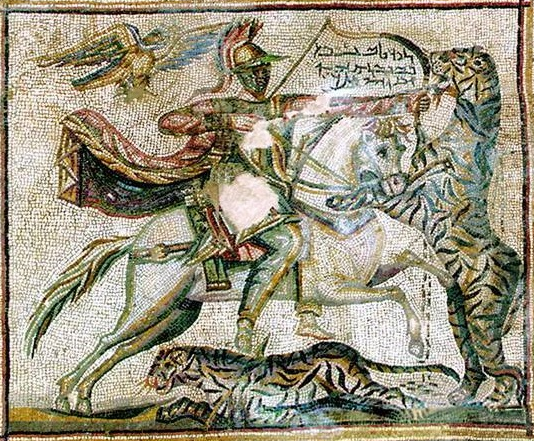
Mosaico de Odenato peleando contra los persas (representados como tigres). Palmira

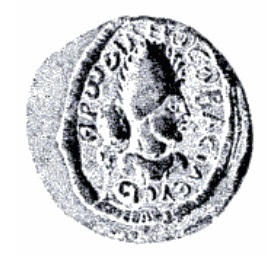
Tésera de Heranes I

Cuando el ejército persa se desplegó por el interior del territorio romano y perdió cohesión, Sapor decidió abandonar los territorios devastados y volvió a Persia con el botín y los cautivos. Marchó por el este de Cilicia y el norte de Mesopotamia, llegando a Ctesifonte hacia finales del 260. Odenato reunió al ejército árabe de Palmira y a los campesinos sirios y marchó hacia el norte para alcanzar al sah. Lo acometió y venció en entre Samosata y Zeugma, al oeste del Éufrates. Shapur Shahbazi rehúsa la afirmación de los historiadores romanos y sus sucesores modernos de que luego realizó repetidas incursiones contra Sapor como aliado romano, a largo de los años siguientes. Según W. B. Henning: «el traslado de gran número de prisioneros por el desierto fue una empresa difícil para el ejército persa; el hecho de que Sapor lo lograse (como lo demuestra la presencia de los provinciales en Susiana) prueba suficientemente que los relatos habituales de las hazañas de Odenato contra los persas en el desierto son exagerados».

### Conflictos con Odenato
Tal visión, sin embargo, no es aceptada por unanimidad: otros historiadores piensan que Odenato acosó a Sapor entre 262 y 266/267. Quizá movido por su deseo de vengar la destrucción de los núcleos comerciales palmireños y de desalentar a Sapor de posibles incursiones futuras, Odenato emprendió la invasión de las tierras persas. En la primavera del 262, marchó al norte de la ocupada provincia romana de Mesopotamia, expulsó a las guarniciones persas y liberó Edesa y Carras. Asaltó primero Nísibis, que Odenato expugnó y saqueó, puesto que los habitantes tenían simpatías persas. El monarca palmireño destruyó la ciudad judaica de Nehardea, a cuarenta y cinco kilómetros al oeste de Ctesifonte, ya que consideraba a los judíos de Mesopotamia leales a Sapor. A finales del 262 o principios del año siguiente, apareció antes las murallas de la capital persa.
Acometió al punto el sitio de la residencia invernal de los soberanos persas, reciamente fortificada; los choques con tropas persas devastaron los alrededores. La ciudad, sin embargo, resistió el acoso y los problemas logísticos para mantenerse en territorio enemigo probablemente obligaron a los parlmireños a abandonar el asedio. Odenato se dirigió entonces al norte siguiendo el curso del Éufrates, llevándose consigo numerosos prisioneros y copioso botín. La invasión les permitió a los romanos recobrar todas las tierras (Osroene y las provincias mesopotámicas) que les había arrebatado Sapor desde el comienzo de sus invasiones en el 252.
En el 263, tras volver de la incursión en Persia, Odenato se arrogó el título de rey de reyes. Este acto era un desafío a Sapor y no al emperador romano; declaraba que él y no el sah, era el rey de reyes legítimo de Oriente. La tésera de plomo que describe a Heranes I (su hijo) lo muestra con una corona modelada en la de los reyes partos que debió de pertenecer a Odenato. El título y la tésera indican que Odenato se consideraba un rival de los persas y el protector de la región frente a ellos. las fuentes no citan acontecimientos tras la primera campaña de Odenato contra los persas; este silencio indica que prevaleció la paz y que los persas dejaron de ser una amenaza.
Las pruebas de una segunda campaña persa de Odenato son escasas; Zósimo es el único que la menciona explícitamente. Hartmann interpreta un pasaje de los Oráculos sibilinos  como indicio de la invasión. La campaña aconteció en el 266 o el 267 y tuvo su objetivo en Ctesifonte; Odenato alcanzó las murallas de la capital persa, pero tuvo que abandonar el cerco y partir a Anatolia a combatir la invasión germana (sobre todo, de godos) de la región.

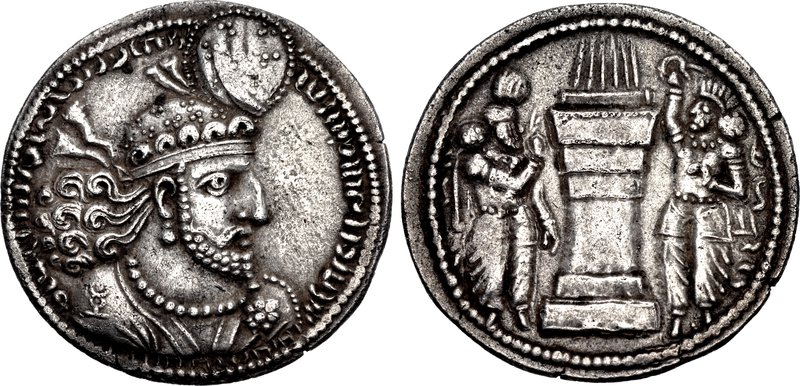
Dracma de Ormuz I (270-271)

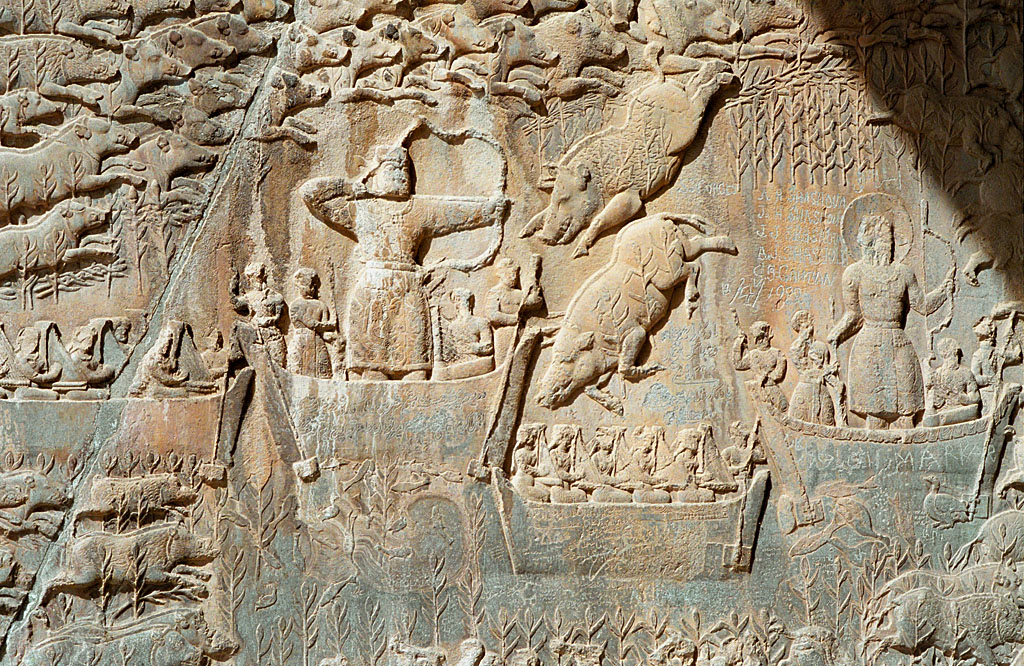
Cosroes II (590-628) cazando jabalíes.

### Últimos años
Los Hechos afirman que Sapor realizó más hazañas que las consignadas en esta obra. Quizá en 265-69, pudo haber conquistado Bactria, acontecimiento que se refleja en el cambio de las monedas acuñadas en la región. Incluso en la vejez permaneció activo; reyes, príncipes, magnates y nobles confirman en una inscripción bilingüe de Hajiabad que seguía siendo diestro con el arco. También parece que se interesaba en la caza del jabalí, a juzgar por la existencia de un comercio dedicado exclusivamente para tratar con estos animales; la caza del jabalí como recreo de los reyes persas aparece en un relieve posterior. Murió de enfermedad en Bishapur, quizás en mayo del 270, en su trigésimo primer año de reinado; le sucedió Ormuz I (270-271). Según al-Tabari, ya moribundo nombró sah a Ormuz y le dejó un testamento con instrucciones, ordenándole que basara su conducta en ellas. También indica que hay diferentes puntos de vista sobre la duración exacta de su reinado: algunas autoridades le adjudican treinta y un años y quince días, mientras que otras afirman que duró treinta y un años, seis meses y diecinueve días.

## Gobierno
Sus triunfos militares acrecentaron el prestigio del Imperio sasánida, confirmando su posición de rival del romano y haciendo de este uno de los «dos guardianes del orden y del progreso del mundo». Sus campañas permitieron llegar el tesoro imperial, y los cautivos, en especial los artesanos y los trabajadores cualificados, coadyuvaron a revitalizar los centros urbanos, la industria y la agricultura de Persia. Al integrar muchos individuos no arios en el imperio, Sapor acuñó un nuevo título real: «rey de reyes de Ērān [los arios] y Anērān [los no arios]". Tal título aparece regularmente en sus inscripciones y lo conservaron los soberanos persas posteriores.

#### Gobernadores

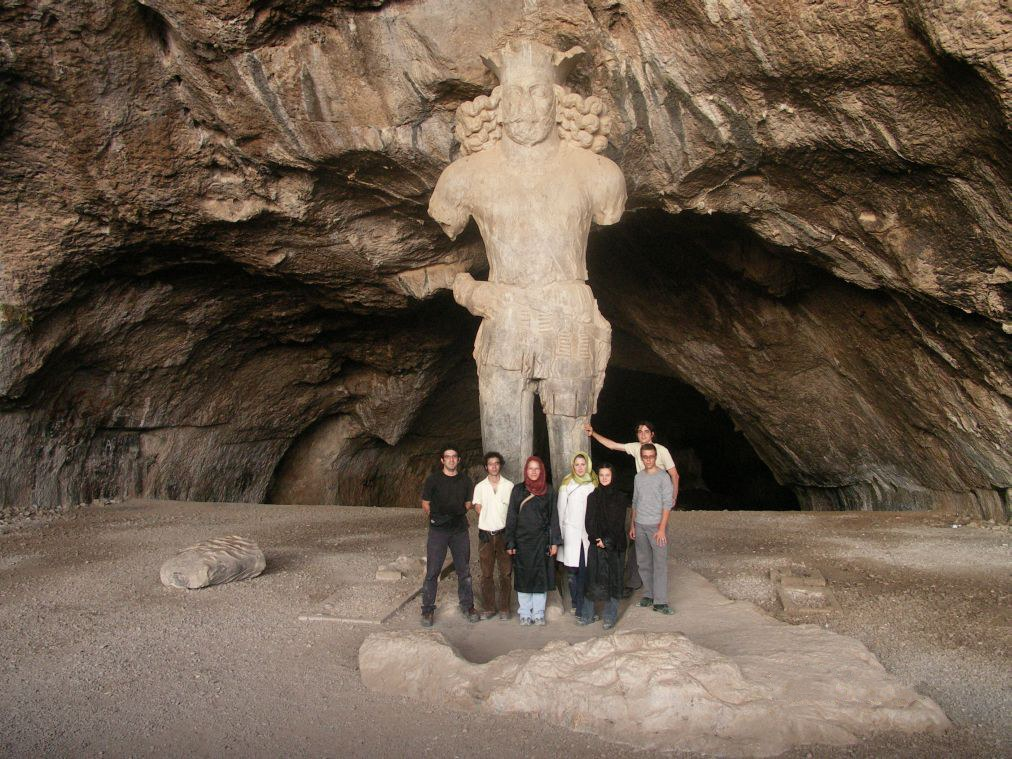
Estatua colosal de Sapor en la cueva de Sapor

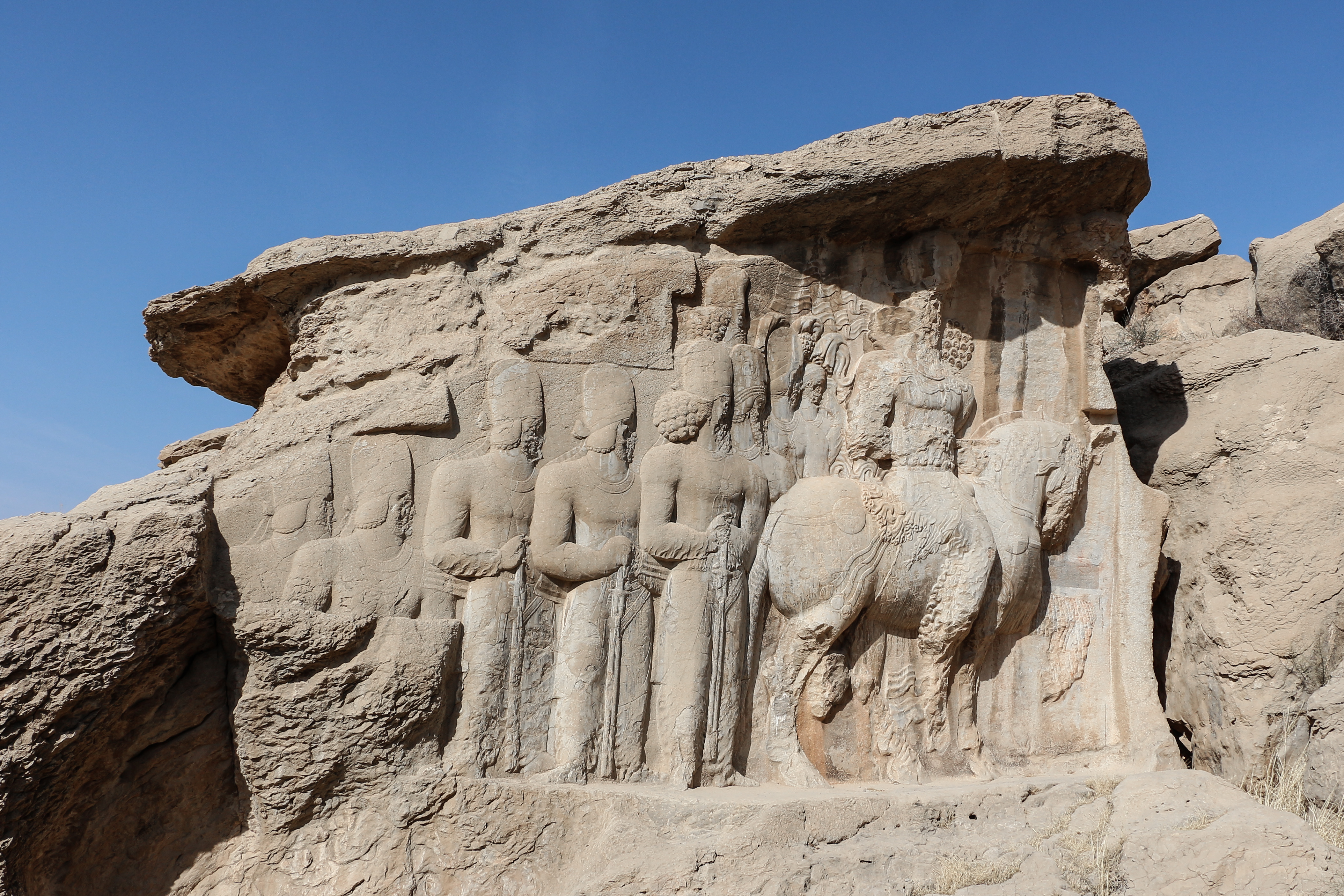
Sapor desfilando con su séquito. Relieve de Naqsh-e Rajab

Con Sapor tanto la corte como los territorios crecieron notablemente respecto del reinado de su padre. Varios gobernadores (sátrapas) y reyes vasallos aparecen citados en sus inscripciones: Ardacher, gobernador de Gomán; Guarzines, en Gadas; Tianico, en Hamadán; Ardacher, en Neyriz; Narsés, en Rinde (cuya ubicación se ignora); Frices, en Gundeshapur; Rastaco, en Veh-Ardashir; Hamazasp III (260-265), rey de Iberia; Tirmer, castellano de Sharcarta. Como sus antecesores en el trono, otorgaba a parientes e hijos puestos administrativos importantes: Narsés gobernó el shar de «Sistán, Turestán, Hindustán junto a la costa del mar» (sksf‘n twrsf‘n W hndy ‘D YM dnby) —de reciente creación— como sah de los sacas; Ormuz-Ardacher hizo lo propio en Armenia, que recibió como infantado (dstkrty), con el título de gran rey; Sapor administró la recién conquistada Mesena; Vararanes, Gorgán (Hircania) y Carmania (desde el 262); Ardacher, que ya gobernaba Carmania desde tiempos de Ardacher I, conservó su puesto al frente del territorio; Ardacher (quizá hermano de Sapor I) gobernó Adiabene; Denaces se encargó de Mesena tras Sapor. Según Frye, estos no fueron obviamente los únicos sátrapas del Imperio sasánida, pero probablemente sí que tuvieron estrechas relaciones de con Sapor, bien por parentesco, matrimonio, la relevancia de sus familias o por su elevada posición o estado.

### Ejército

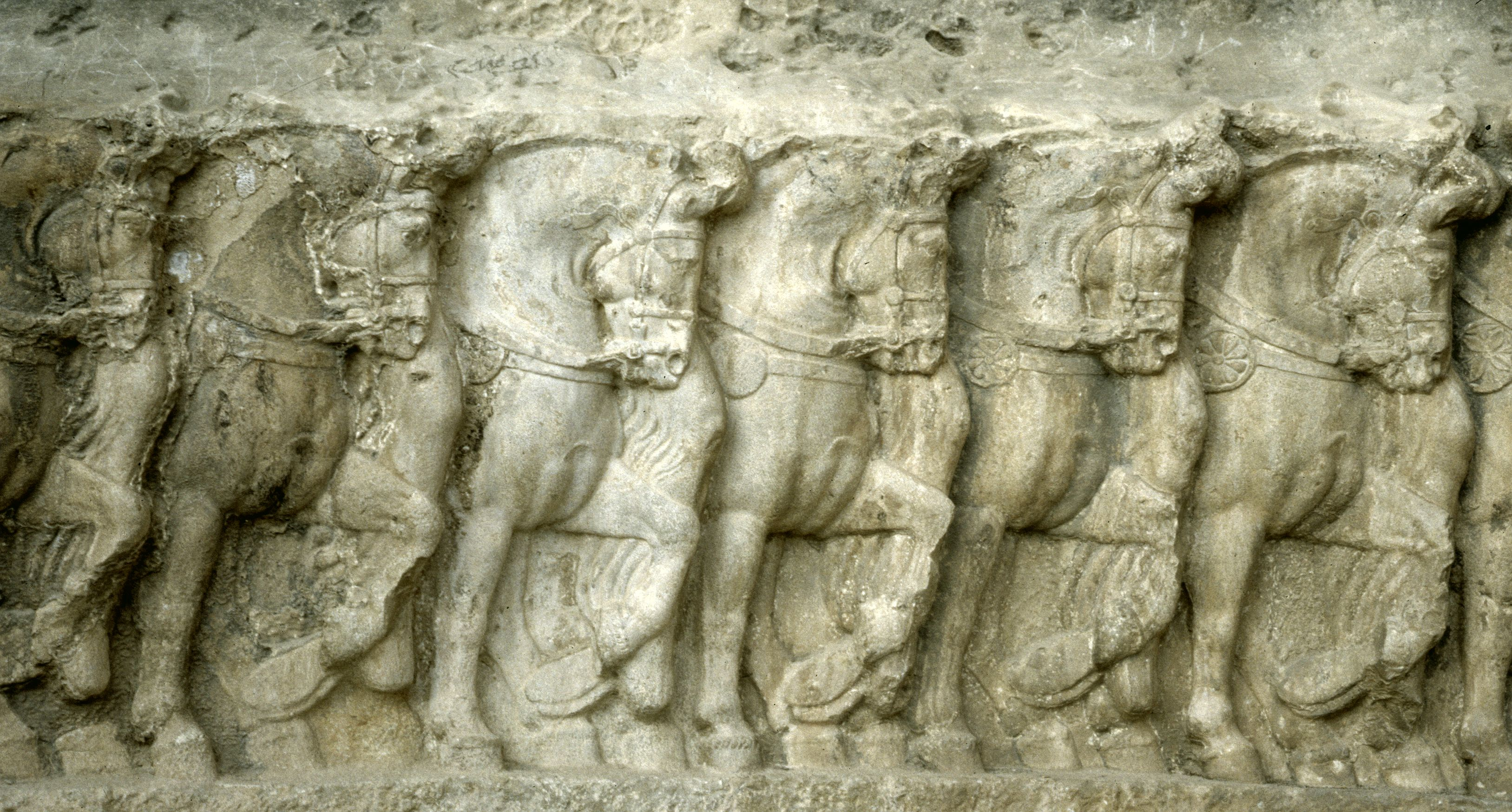
Detalle de relieve: caballería persa en Bishapur III

Militarmente, el reinado de Sapor marcó la recuperación de la importancia de los militares, tras un largo periodo que abarcó los siglos II y principios del III en el que los romanos pudieron invadir el Oriente Próximo y Mesopotamia y que coincidió con el final del Imperio arsácida. El ejército sasánida atravesó tres etapas de desarrollo: en las primeras décadas estaba aún en el periodo «parto» en el cual había unidades de caballería pesada complementada con arqueros a caballo, que portaban una armadura más ligrea. Los caballeros savaranos, cuando combatían con los romanos, tenían como papel perturbar y agrupar a la infantería enemiga, para crear mejores blancos para los arqueros montados; más tarde, especialmente tras el reinado de Sapor, el papel de estos últimos perdió importancia. Además, ya bajo Sapor se utilizaron unidades de elefantes, como en el sitio de Hatra, durante el cual estos animales se usaron para arrasar la ciudad.

### Religión

#### Zoroastrismo

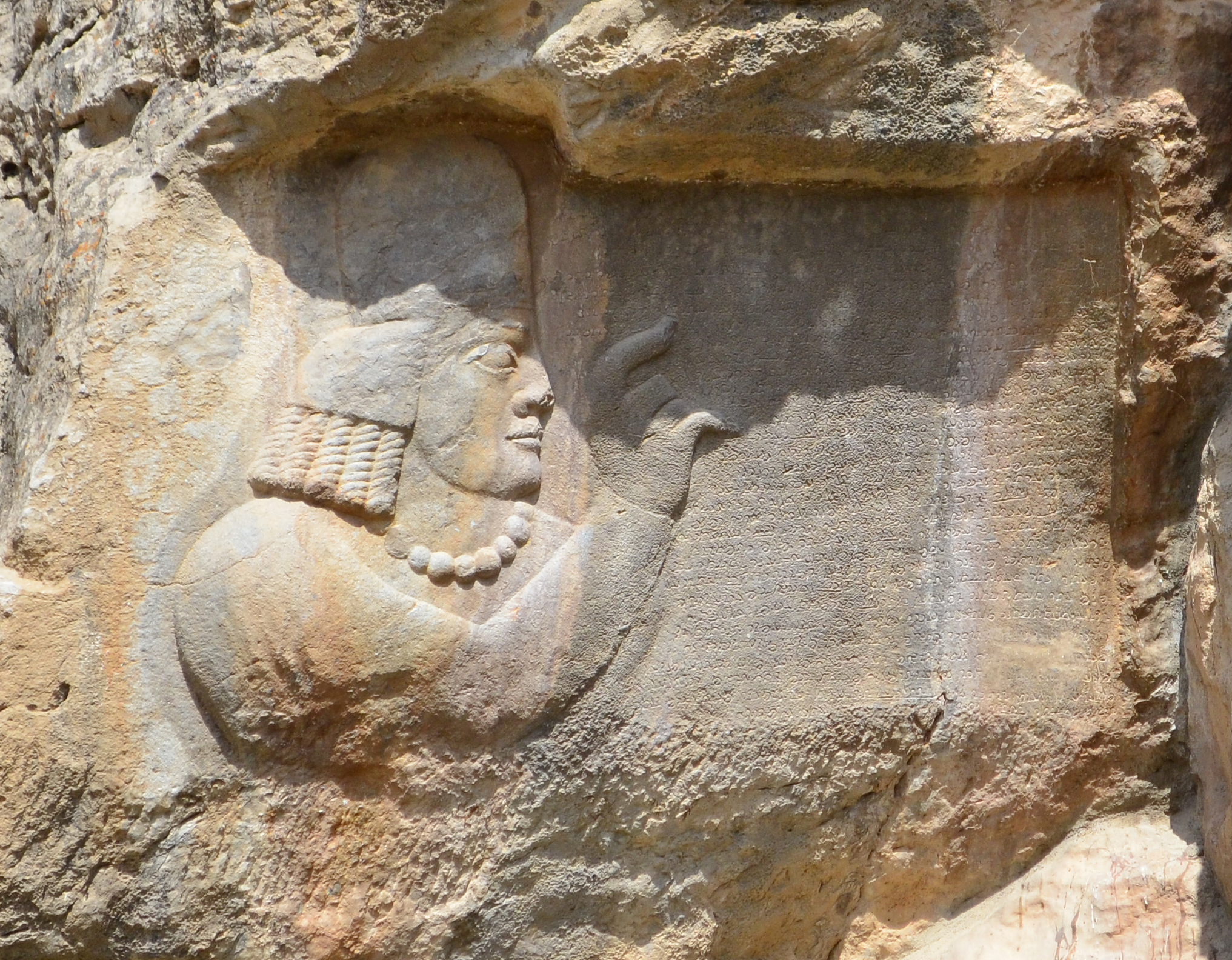
Inscripción de Kartir en Naqsh-e Rajab. En ella, Sapor relata varias de sus acciones relativas a las religión.

En todos sus documentos, Sapor aparece como mzdysn (adorador de Ahura Mazda). En las Hazañas narra con igual detalle sus actos religiosos que las guerras. Convencido de tener una misión histórica, afirma en la inscripción: «Por la razón, por lo tanto, que los dioses nos hicieron su instrumento ( dstkrt ), y que a través de su ayuda obtuvimos por nosotros mismos, y mantuvimos, todas estas naciones ( štry ) [y] por esa razón también fundamos, provincia por provincia, muchos fuegos Baaram ( twry wlhl'n ), y tratamos piadosamente con muchos mowmard e hicimos una gran adoración a los dioses». Sapor fundó «fuegos nombrados» ( pad nām ādur ) para él y su familia inmediata, y estableció «donaciones». Termina la inscripción haciendo hincapié en sirve celosamente a dios y que gracias a él ha conseguido sus hazañas. El mago Cartir afirma que fue favorable a los zoroastristas y permitió a sus sacerdotes acompañar al ejército en las campañas contra los romanos. Pese a su devoción, no hizo del zoroastrismo la religión oficial del imperio; no ha constancia de que tal haya existido durante su reinado.
Según Dencarde, Sapor «reunió escritos no religiosos de medicina, astronomía, movimiento, tiempo, espacio, substancia, accidente, devenir, decadencia, transformación, lógica y otros oficios y habilidades que estaban dispersos en la India, Roma y otras tierras, los unió al Avesta, e exigió que se hiciese una copia de todos los escritos que fuesen impecables y que depositasen en el Tesoro Real. Y propuso sopesar la añadidura de todas esas enseñanzas puras a la religión mazdeísta». Algunos libros zoroastristas que se han conservado contienen ideas científicas helenísticas e indias, lo que para Shahbazi prueba que el esfuerzo de Sapor para hacer del Avesta una enciclopedia de autoridades de su época fructificó. Por otro lado, afirma que la tolerancia religiosa del soberano favoreció a todos los súbditos: cristianos, judíos y maniqueos. El griego y el siríaco se extendieron entre los deportados de sus campañas contra Roma y varios libros de ciencias (en especial, obras astronómicas, como las de Claudio Ptolomeo) se tradujeron al pelvi.

#### Judaísmo

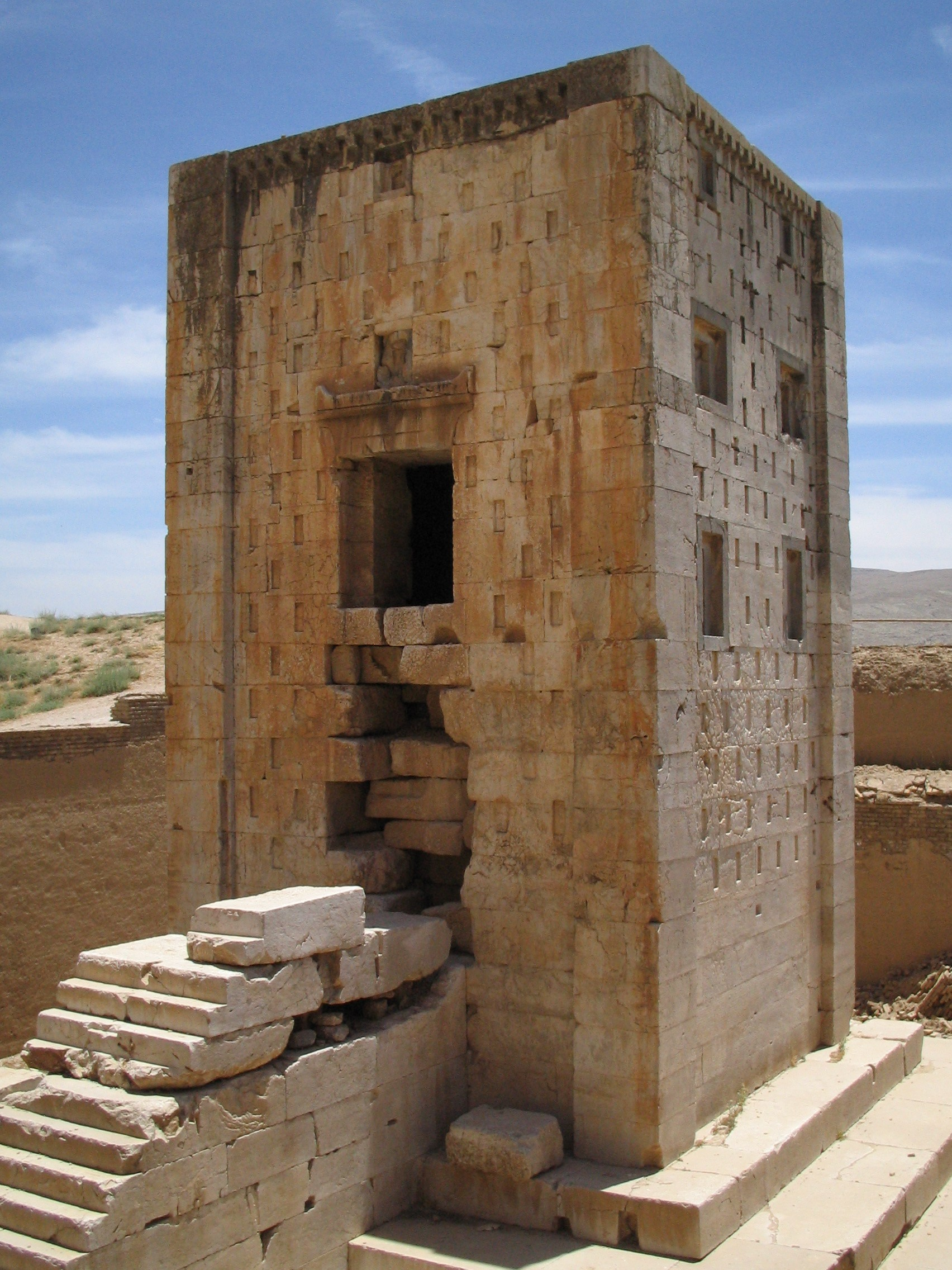
Cubo de Zaratustra, monumento en el que el sah grabó las inscripción conocida como Hazañas del divino Sapor

En el período liberal que representó su reinado, los encuentros entre las autoridades judías, tal como se presentan en el Talmud babilonio, deben haber ocurrido con frecuencia en Persia. En ellos se intercambiaron tradiciones legales y se facilitaron los estudios de teología, medicina y astronomía-astrología. En algunas narraciones del Talmud aparece Sapor dialogando con sabios rabínicos, en especial el amorá Samuel. El rey aparece en estas escenas apoyando a los rabinos, e incluso participando en las discusiones legales de estos. Como apuntó el estudioso Jason Mokhtarian, judíos y mazdeístas apelaban a la autoridad del sah; según él, la afirmación de Samuel (dina demalkhuta dina, o sea, «la ley del reino y la ley»), en consonancia con el supuesto apoyo de Sapor a sus decisiones legales, «muestra que los rabinos interpretaron la autoridad del antiguo Imperio sasánida como la autoridad e identidad rabínica babilónica». También hay otra historia en la que Samuel actúa como consejero del rey, interpretando sus sueños:

El rey Sapor dice a Samuel: dicen que vosotros los judíos sois muy sabios. Dime lo que veré en mi sueño. [Samuel] le dijo: «Verás a los romanos venir y llevarte, y te harán cuidar de los cerdos con un bastón de oro». [El rey Sapor] pensó en [ello] y lo vio.

#### Cristianismo
Muchos de los deportados de los territorios romanos que fueron asentados en el imperio eran cristianos, pero no por ello fueron perseguidos; por el contrario, prosperaron y crecieron en número en Susiana, Persia e Irán oriental. Construyeron iglesias y monasterios e incluso establecieron obispados. Gozaron de nuevos periodos de estabilidad durante los reinados de Isdigerdes I (399-420); en ese momento, reflejaron su opinión positiva del reinado de Sapor creando una narración anacrónica en la que el sah apoyaba al asceta del siglo IV Mar Eugenio en vez de a Mani, permitiéndole viajar libremente por todo el reino. La mayoría de los cristianos deportados hablaban griego y, pese a ser muy copiosos, no lograron imprimir carácter helenístico a Persia.

#### Otras religiones
Hay anécdotas en las que se afirma que los sacerdotes y adoradores del diablo —en clara alusión a la presencia de otras deidades, como la de Anahita en Istajr y Bishapur— convencieron al sah de adoptar sus creencias. Pruebas de estos cultos son, por ejemplo, el nombre de su hija y esposa Adur Anahid. Por su parte, el budismo se expandió por el Imperio sasánida y devino una importante religión en sus territorios orientales.